# 10. Februar
Der 10. Februar ist der 41. Tag des gregorianischen Kalenders, somit bleiben 324 Tage (in Schaltjahren 325 Tage) bis zum Jahresende.

## Ereignisse

### Politik und Weltgeschehen
- 1209: Köpenick wird unter dem Namen Copanic erstmals urkundlich erwähnt.

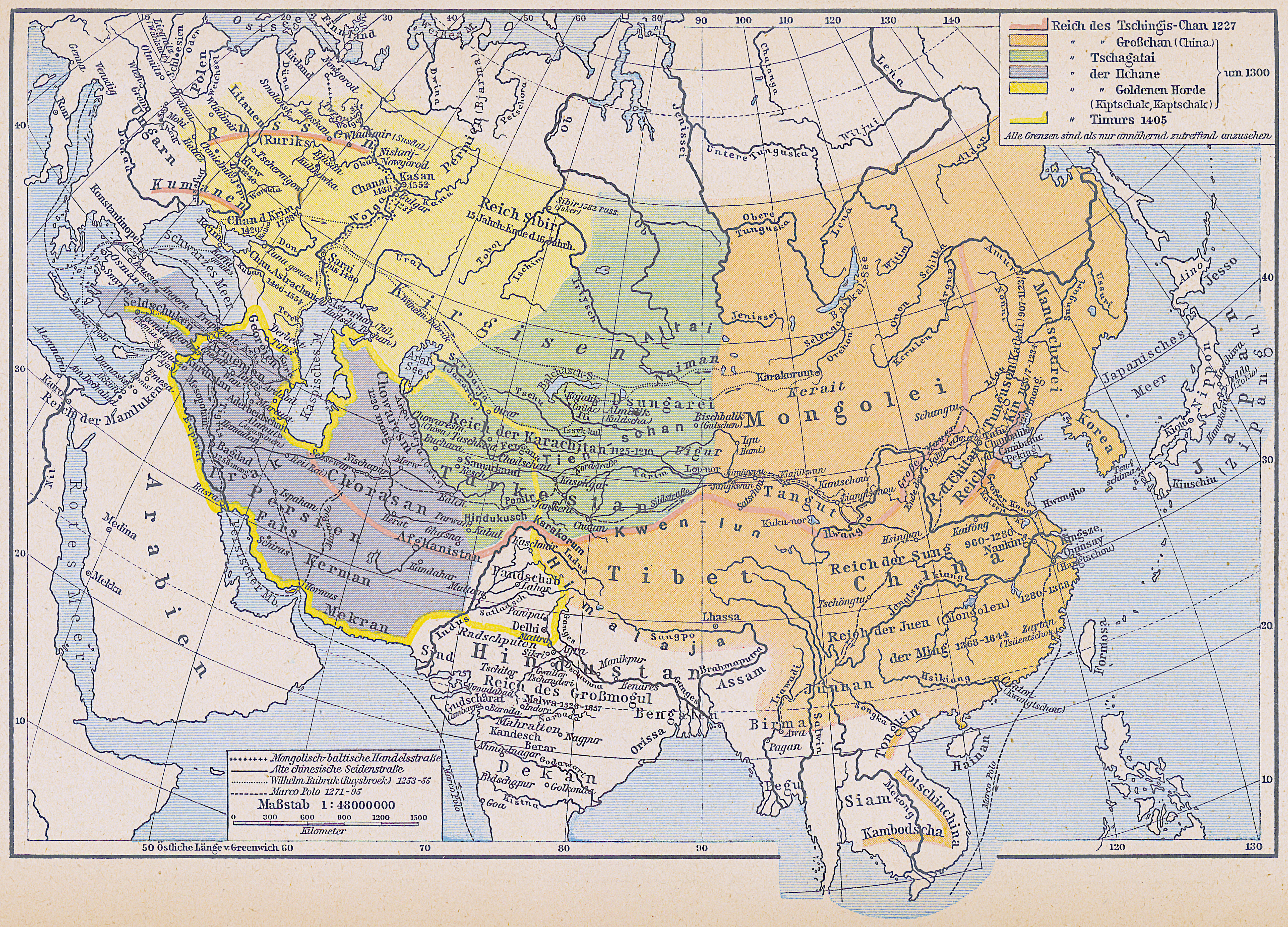
1258: Das Weltreich der Mongolen

- 1258: Die Mongolen unter Hülegü erobern Bagdad, die Hauptstadt des Kalifats der Abbasiden.
- 1306: Bei einem Treffen der schottischen Thronanwärter Robert Bruce und John III. Comyn, Lord of Badenoch in der Kirche von Dumfries sticht Bruce seinen Widersacher nieder. Der Schwerverletzte wird kurz darauf von einem hinzukommenden Begleiter ermordet.
- 1355: In Oxford kommt es zum sogenannten Aufruhr am Sankt-Scholastika-Tag, einer bewaffneten Auseinandersetzung zwischen Studenten der University of Oxford und Bewohnern der Stadt.

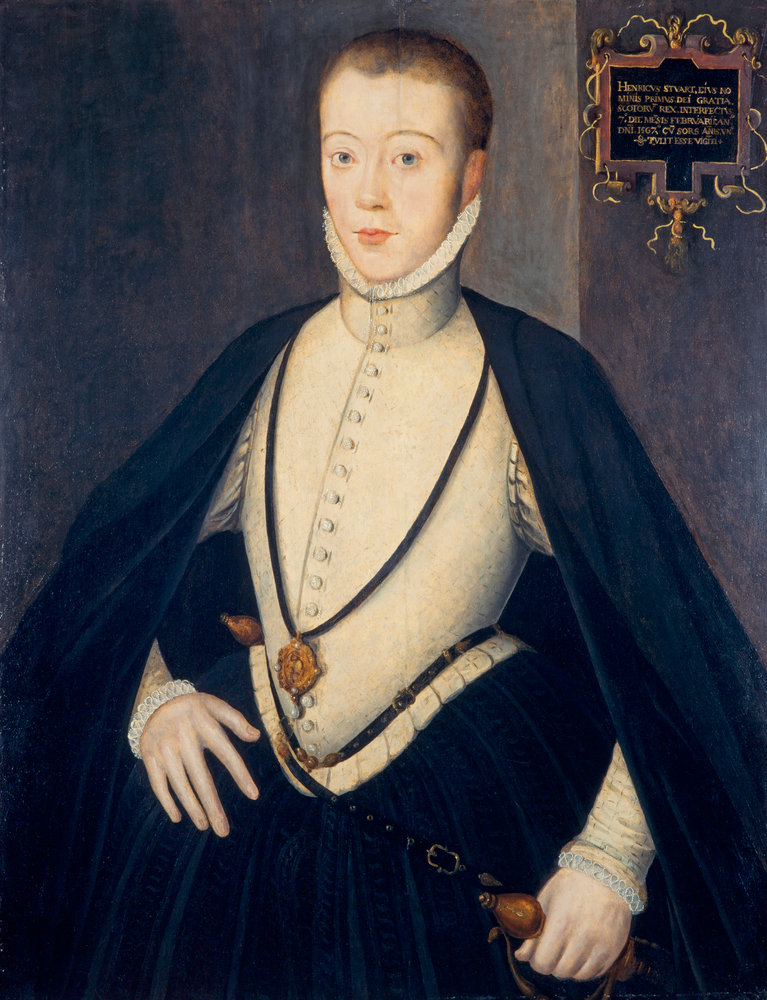
1567: Henry Stuart, Lord Darnley

- 1567: Henry Stuart, Lord Darnley, zweiter Ehemann von Maria Stuart, wird nahe Edinburgh ermordet, vermutlich von James Hepburn, 4. Earl of Bothwell.
- 1763: Der Frieden von Paris beendet den Kolonialkrieg, insbesondere den Franzosen- und Indianerkrieg in Nordamerika, im Rahmen des Siebenjährigen Krieges. Frankreich verliert seine Kolonie Neufrankreich im heutigen Kanada und seine indischen Besitzungen an Großbritannien, dessen Imperium sich dadurch massiv vergrößert. Spanien tritt Florida an Großbritannien ab und erhält dafür das bisher französische Louisiana-Territorium.
- 1798: Französische Truppen unter General Louis-Alexandre Berthier nehmen Rom ein. Frankreich hatte dem Kirchenstaat nach der Ermordung seines Militärattachés den Krieg erklärt. Fünf Tage nach dem Einmarsch entsteht die von Frankreich beeinflusste Römische Republik.
- 1814: In der Schlacht bei Champaubert wird ein russisches Korps der Koalition in den Befreiungskriegen unter dem Befehl von Sachar Dmitrijewitsch Olsufjew von der weitaus größeren französischen Armee unter der Führung Napoleon Bonapartes aufgerieben.
- 1828: Beim Cape-Grim-Massaker im Nordwesten von Van Diemen’s Land ermorden vier Schäfer mit Musketen aus dem Hinterhalt 30 Aborigines vom Clan der Pennemukeer aus Cape Grim und werfen die Leichen von 60 Meter hohen Klippen ins Meer.

1846: Schlacht von Sobraon

- 1846: Mit der Schlacht von Sobraon endet in Indien der Erste Sikh-Krieg. Britische Truppen besiegen in der Schlacht die Einheiten der Sikh-Armee des Staates Punjab.

1868: Zollparlamentswahl

- 1868: Bei der Wahl zum Zollparlament im Königreich Bayern siegen die Gegner Otto von Bismarcks, die sich ein Jahr später zur Bayerischen Patriotenpartei zusammenschließen.
- 1873: Spaniens König Amadeus I. erklärt aufgrund massiven Drängens seiner Frau nach einem im Vorjahr fehlgeschlagenen Attentat seine Abdankung und entscheidet sich zum Verlassen des Landes. Danach kommt es zur Bildung der Ersten Spanischen Republik, die nur knapp zwei Jahre Bestand hat.
- 1878: Der Frieden von Zanjón beendet den Zehnjährigen Krieg um die Unabhängigkeit Kubas. Die Aufständischen kapitulieren vor der spanischen Kolonialmacht.
- 1904: Einen Tag nach dem Angriff auf Port Arthur erklärt Japan dem Russischen Reich offiziell den Krieg.
- 1919: Die am 19. Januar gewählte Weimarer Nationalversammlung beschließt das Gesetz über die vorläufige Reichsgewalt. Es regelt die Exekutive in der Übergangsphase vom Deutschen Kaiserreich zur neuen Republik. Am nächsten Tag folgt die Reichspräsidentenwahl.

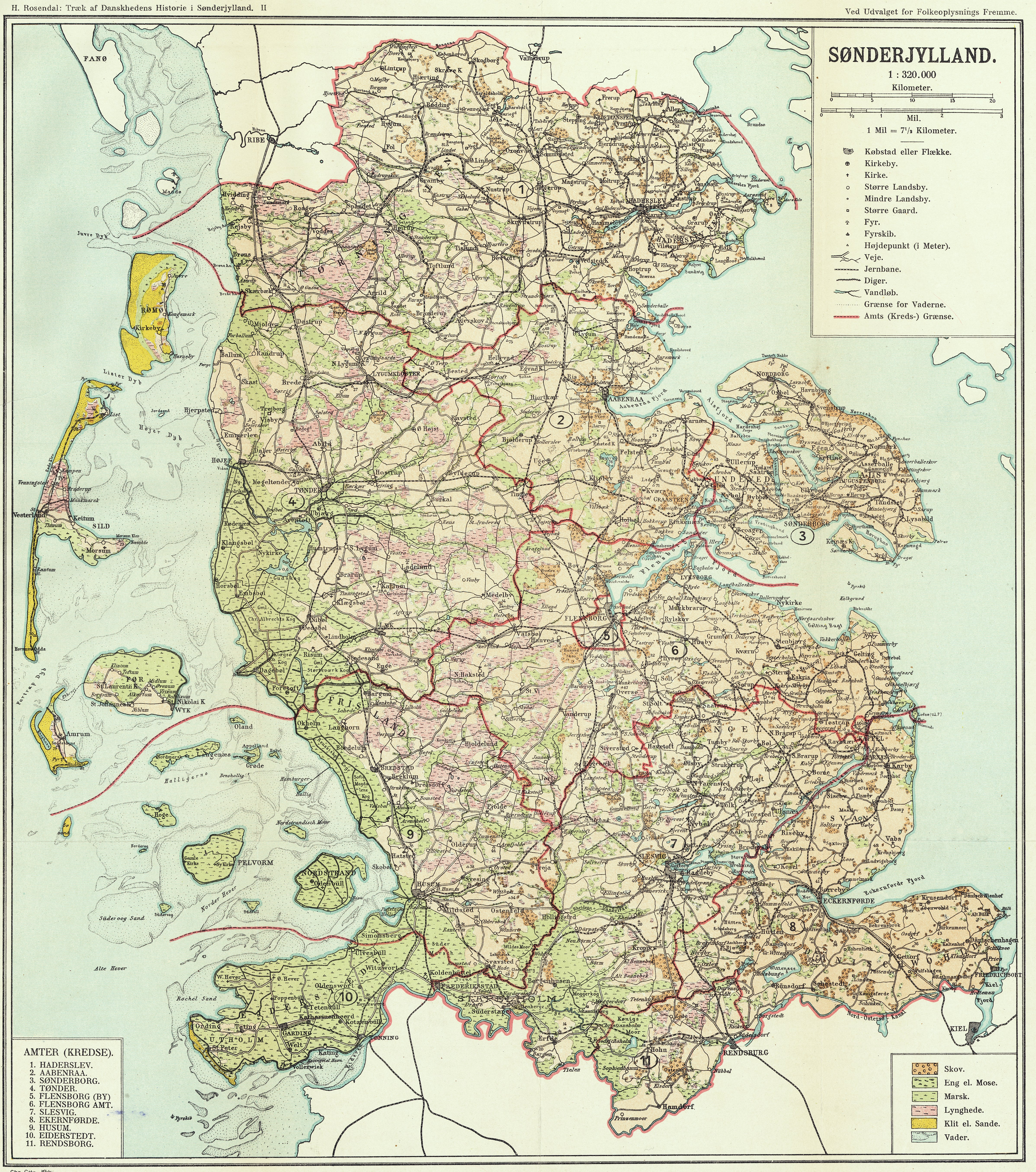
1920: Schleswig vor der Teilung

- 1920: Bei der Volksabstimmung in Schleswig entscheidet sich die Mehrheit der Bevölkerung Nordschleswigs für den Anschluss an Dänemark. Da der mittlere Landesteil nach einer anschließenden Volksabstimmung bei Deutschland verbleibt, wird Schleswig (auch Sønderjylland) in Nordschleswig (das zwischen 1970 und 2007 das Sønderjyllands Amt bildete) und Südschleswig geteilt; die Clausen-Linie bildet seitdem die deutsch-dänische Staatsgrenze.

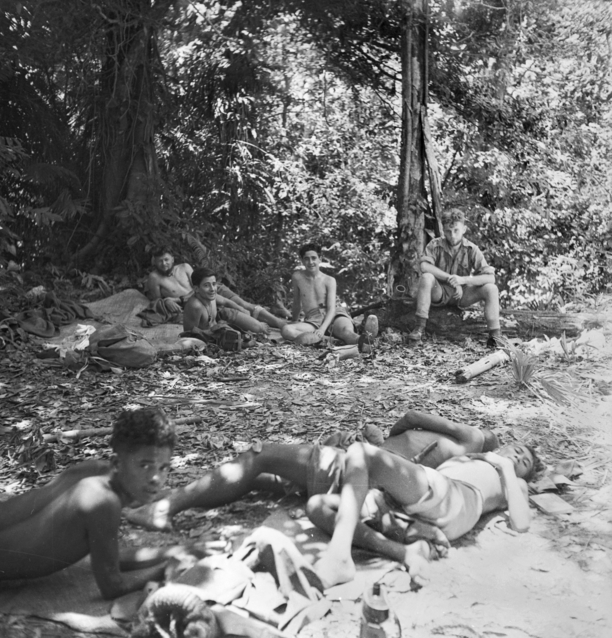
1943: Australische Guerilleros im Dschungel von Timor

- 1943: Die letzten alliierten Guerilla-Truppen werden von Timor evakuiert. Damit endet die Schlacht um Timor nach fast einem Jahr mit einem Sieg der Japaner im Pazifikkrieg.
- 1945: Im Rahmen mehrerer großangelegter Offensiven der Roten Armee beginnt gegen Ende des Zweiten Weltkriegs die bis zum 4. April dauernde Schlacht um Ostpommern.
- 1945: Das deutsche Passagierschiff Steuben wird mit über 4.000 Flüchtlingen an Bord vor der pommerschen Ostseeküste von dem sowjetischen U-Boot S-13 torpediert und sinkt. Dabei kommen etwa 3.500 Menschen ums Leben.
- 1947: Die Verträge zur Pariser Friedenskonferenz zwischen den Siegern des Zweiten Weltkrieges und den europäischen Verbündeten des Deutschen Reiches werden unterzeichnet. Sie geben Letzteren die volle staatliche Souveränität zurück und ermöglichen ihnen die Mitgliedschaft in den Vereinten Nationen. Mit Italien wird darin auch die Errichtung des Freien Territoriums Triest vereinbart.
- 1962: Auf der Glienicker Brücke zwischen Berlin und Potsdam kommt es zum ersten Austausch gefangener Agenten – Rudolf Iwanowitsch Abel gegen Francis Gary Powers – zwischen den USA und der UdSSR während des Kalten Krieges.
- 1964: Der Irak unter Abd as-Salam Arif schließt einen Waffenstillstand mit der Kurdischen Demokratischen Partei unter Molla Barzani, der die nationalen Rechte der Kurden in Süd-Kurdistan anerkennt.
- 1970: Bei einem Terroranschlag der palästinensischen Action Organization for the  Liberation of Palestine (AOLP) auf einen El-Al-Flug in der Transithalle des Münchner Flughafens wird ein israelischer Fluggast getötet und elf weitere Personen teilweise schwer verletzt.
- 2003: Deutschland und die Niederlande übernehmen in Afghanistan die Führung der Internationalen Sicherheitsunterstützungstruppe (ISAF).
- 2010: In Nigeria übernimmt Vizepräsident Goodluck Jonathan die Präsidentschaft für den todkranken und im Ausland behandelten Umaru Yar’Adua.

### Wirtschaft
- 1863: Alanson Crane erhält in den Vereinigten Staaten ein Patent auf den von ihm erfundenen Feuerlöscher.
- 1937: Die Reichsbank und die Deutsche Reichsbahn werden gesetzlich der nationalsozialistischen Reichsregierung unmittelbar unterstellt.

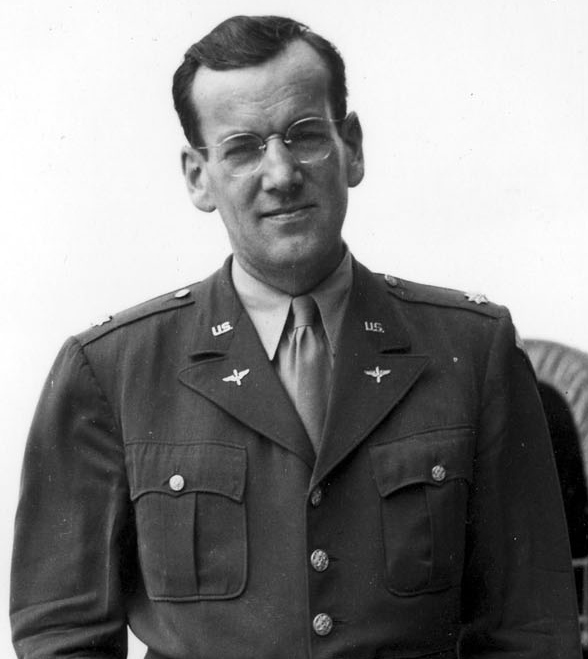
1942: Glenn Miller

- 1942: In den USA wird Glenn Miller ein vergoldetes Exemplar seiner 1941 bei RCA Victor erschienenen und bis dahin rund 1,2 Millionen Mal verkauften Schallplatte Chattanooga Choo Choo überreicht.
- 1953: In der DDR beginnt in den Badeorten an der Ostseeküste und auf Rügen die Aktion Rose, die auf eine Verstaatlichung der Hotels, Taxi- und Dienstleistungsunternehmen hinausläuft.
- 2011: Offenlegung des Feuerwehrfahrzeuge-Kartells auf dem deutschen Markt durch das Bundeskartellamt.

### Wissenschaft und Technik

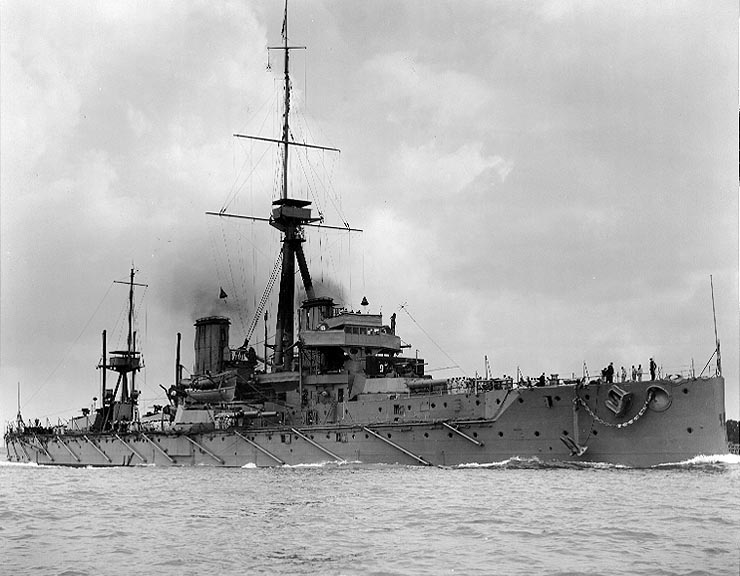
1906: HMS Dreadnought

- 1906: In der Marinewerft Portsmouth läuft mit der Dreadnought das weltweit erste Großkampfschiff vom Stapel.
- 2009: Erstmals kommt es zu einem Zusammenstoß zweier künstlicher Erdtrabanten auf ihrer Umlaufbahn. Über der Taimyrhalbinsel im Norden Sibiriens kollidieren der Strela-Satellit Kosmos 2251 und der Iridium-Satellit 33 in rund 790 Kilometer Höhe.

### Kultur
- 1605: Im Palace of Whitehall in London findet in Anwesenheit von König James I. die erste bekannte Aufführung von William Shakespeares Komödie Der Kaufmann von Venedig statt.

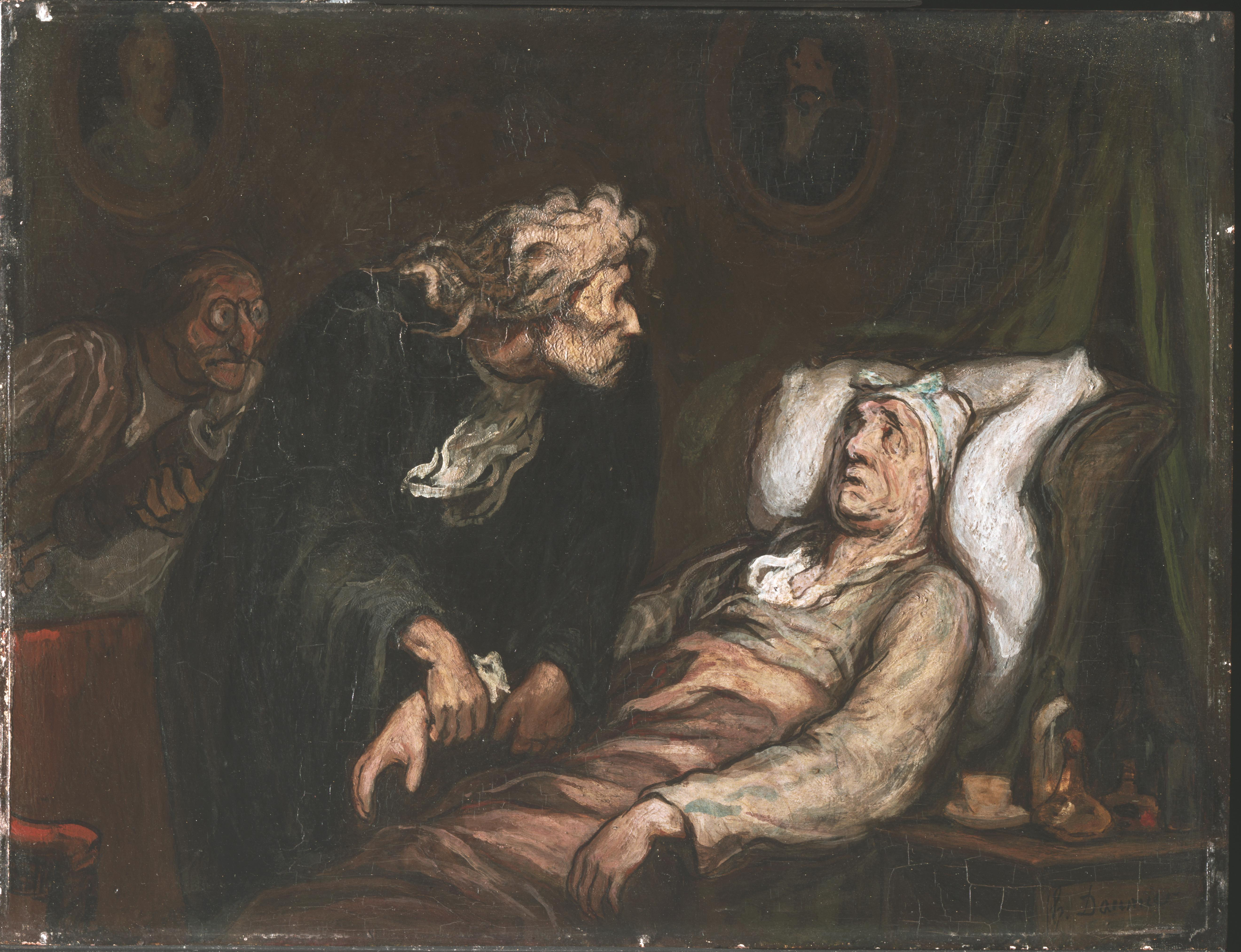
1673: Der eingebildete Kranke

- 1673: Der eingebildete Kranke, eine Komödie in drei Akten von Molière, wird mit dem Dichter in der Titelrolle in Paris uraufgeführt. Bei der vierten Vorstellung eine Woche später erleidet Molière auf der Bühne einen Blutsturz und stirbt im Kostüm.
- 1823: Der erste vom Festkomitee des Kölner Karnevals von 1823 e. V. organisierte Kölner Rosenmontagszug startet unter dem Motto Thronbesteigung des Helden Carneval in der Kölner Innenstadt.

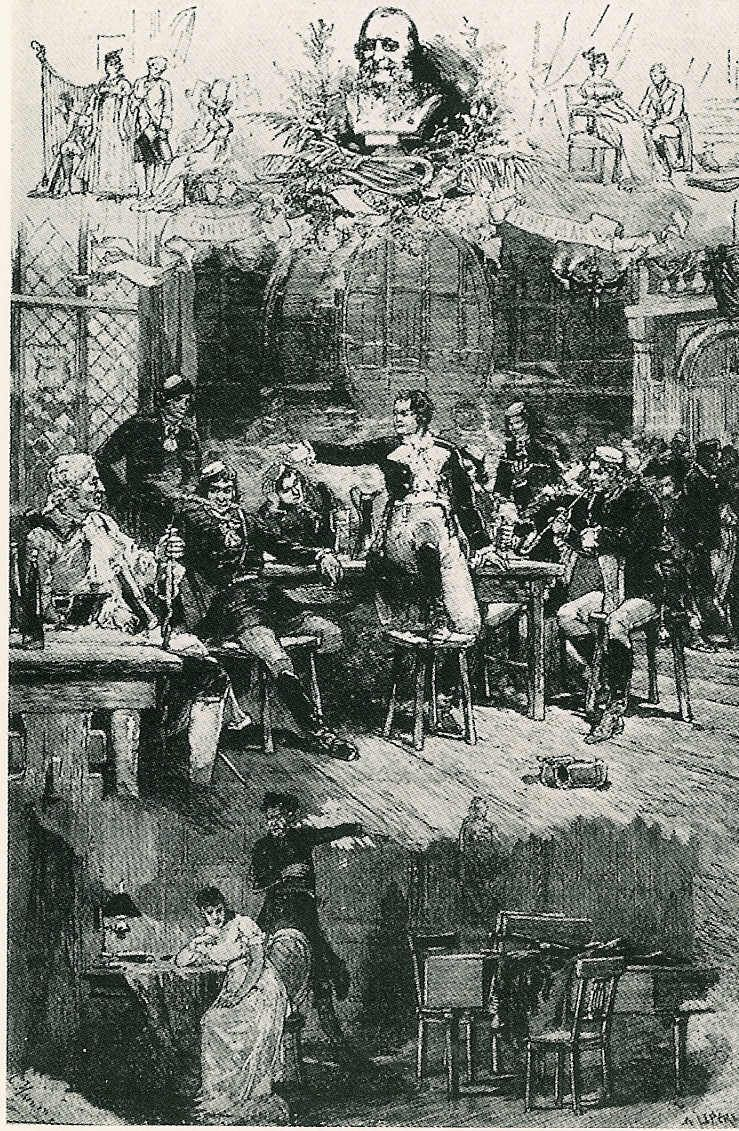
1881: Uraufführung von Les Contes d'Hoffmann

- 1881: An der Pariser Opéra-Comique wird vier Monate nach dem Tod des Komponisten Jacques Offenbachs Opéra-comique Hoffmanns Erzählungen (Les contes d’Hoffmann) uraufgeführt, in das er einige Melodien seiner früheren Oper Die Rheinnixen eingebaut hat. Das Werk wird Offenbachs einzige erfolgreiche Oper.
- 1914: Am Theater an der Wien in Wien wird die Operette Endlich allein von Franz Lehár nach einem Libretto von Alfred Maria Willner uraufgeführt.
- 1927: Am Neuen Theater in Leipzig wird Ernst Kreneks Jazzoper Jonny spielt auf uraufgeführt. Die Oper wird ein sensationeller Erfolg in Deutschland, in späterer Folge werden aber immer wieder Aufführungen in Deutschland von Nationalsozialisten gestört, die das Stück als „Entartete Musik“ bezeichnen.
- 1940: Mit Puss Gets the Boot kommt der erste Film mit den Zeichentrickfiguren Tom und Jerry in die US-amerikanischen Kinos.
- 1949: Arthur Millers Drama Tod eines Handlungsreisenden wird am Broadway uraufgeführt. Elia Kazan inszeniert das Stück mit Lee J. Cobb in der Hauptrolle.
- 1971 Mit Tapestry erscheint das 2. Album der Sängerin Carole King. Es bleibt 25 Jahre lang das bestverkaufte Album einer Solosängerin, wird 25 Mio. mal verkauft und erhält vier Grammys.

### Gesellschaft

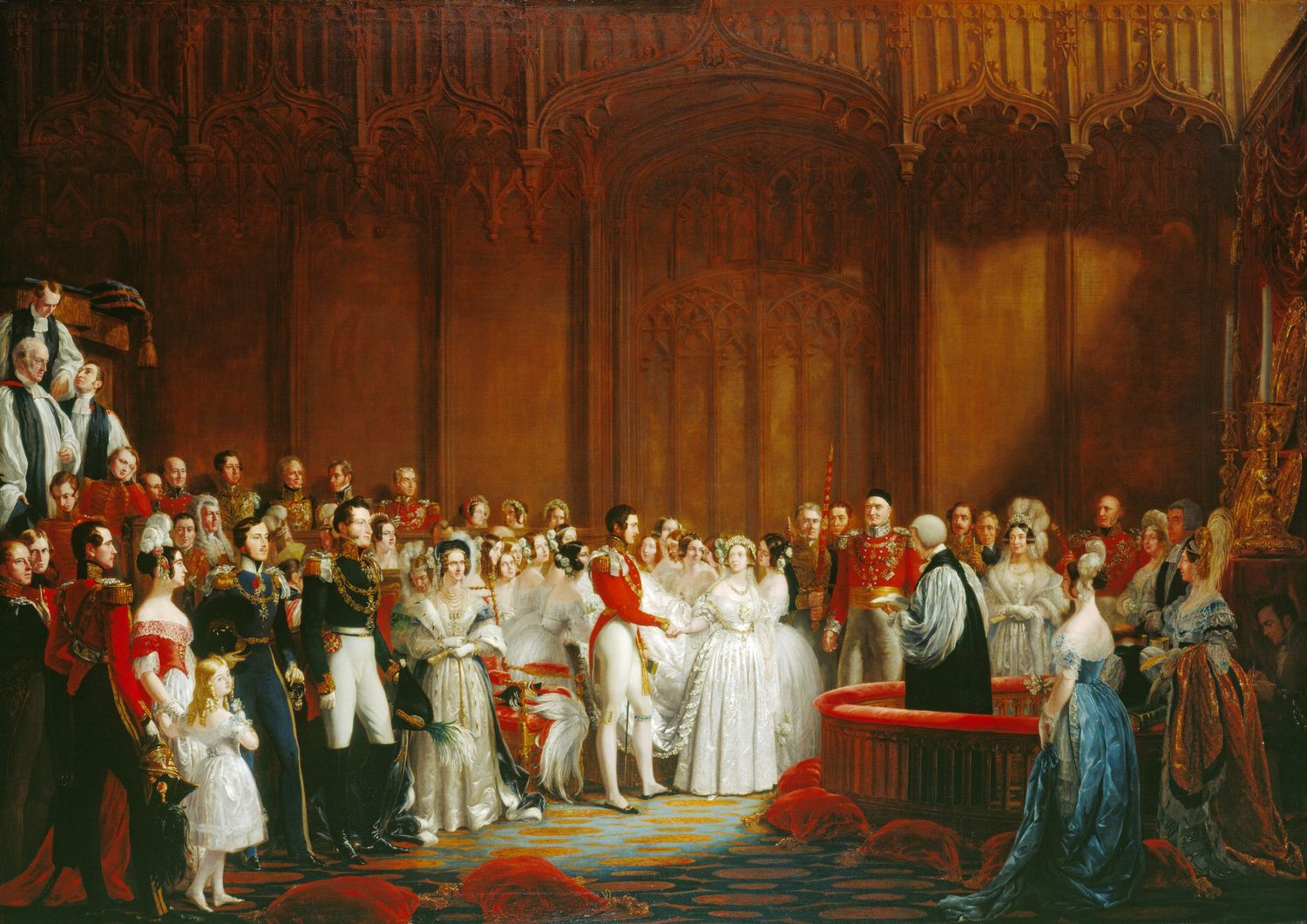
1840: Heirat von Albert und Victoria

- 1840: Die britische Königin Victoria heiratet Prinz Albert von Sachsen-Coburg und Gotha in der Kapelle des St James’s Palace.

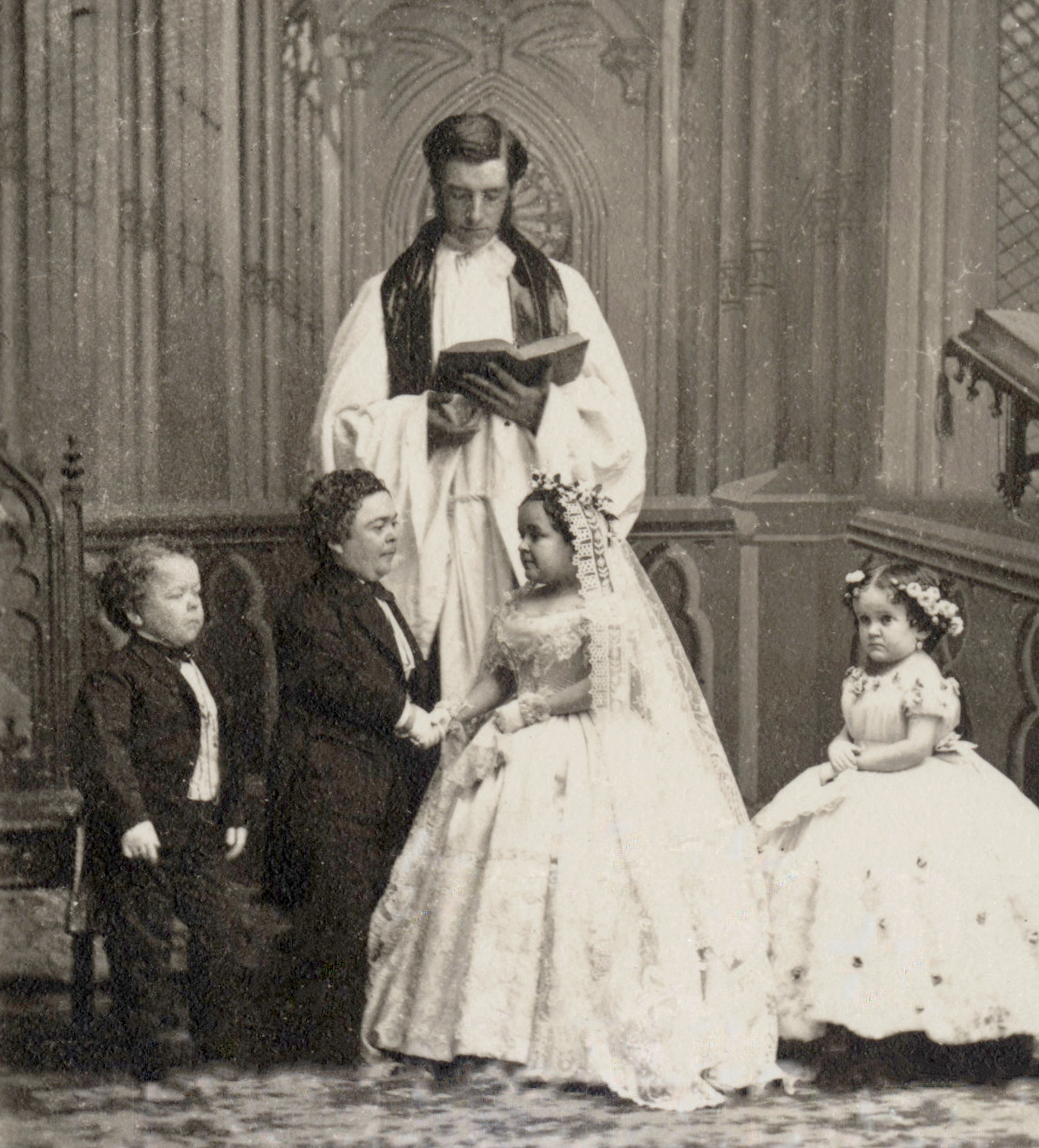
1863: Hochzeit von Stratton und Warren

- 1863: Charles Sherwood Stratton, bekannt als der Zwerg General Tom Thumb aus P. T. Barnums Wanderzirkus, heiratet die ebenfalls kleinwüchsige Lavinia Warren.

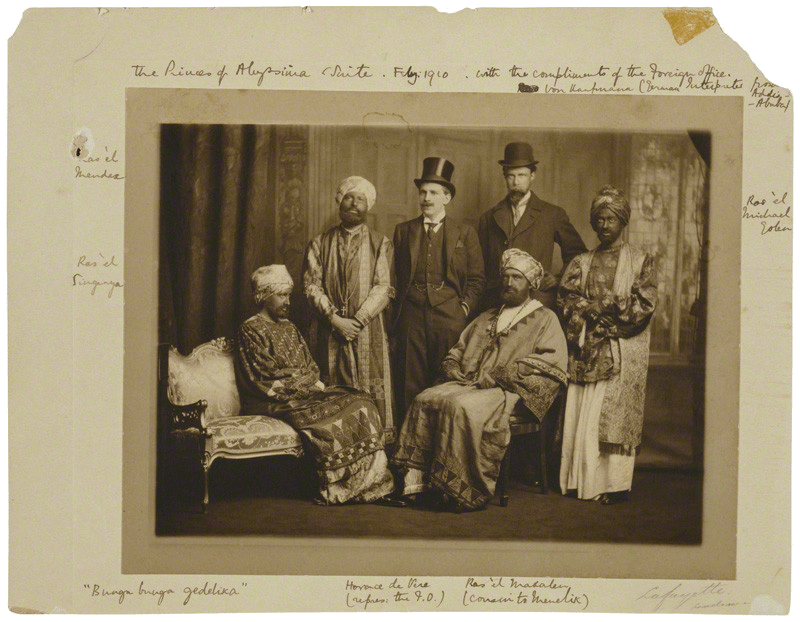
1910: Die „Orientalische Delegation“ während des Dreadnought-Streichs

- 1910: Virginia Stephen veranstaltet mit einigen ihrer Freunde den sogenannten Dreadnought-Streich.
- 1945: Prinz Ernst Heinrich von Sachsen vergräbt mit zwei Söhnen und einem Revierförster den Schatz der Sachsen in der Nähe von Schloss Moritzburg, bevor er nach Sigmaringen flüchtet.
- 1966: Der jamaikanische Reggaemusiker Bob Marley heiratet seine Backgroundsängerin Rita Marley in Kingston.
- 2008: In Zürich werden aus dem Kunstmuseum Stiftung Sammlung E. G. Bührle insgesamt vier Gemälde der Maler Claude Monet, Vincent van Gogh, Edgar Degas und Paul Cézanne im Gesamtwert von 180 Millionen Schweizer Franken gestohlen. Acht Tage später findet die Polizei zwei Werke, der Verbleib der beiden anderen ist unklar.

### Religion
- 1880: In seiner Enzyklika Arcanum divinae sapientiae verteidigt Papst Leo XIII. die Ehe als Sakrament, das alleine der kirchlichen Vormacht unterstehe, und verwahrt sich gegen das Instrument der Zivilehe.

### Katastrophen
- 1910: Vor Menorca wird das französische Passagierschiff Général Chanzy durch heftige Sturmböen auf ein Riff geschleudert und sinkt, nachdem die Kesselräume explodieren. Nur einer der 156 Menschen an Bord überlebt.
- 1933: Eine Gasometerexplosion in Neunkirchen (Saar) fordert ca. 68 Opfer und zerstört große Teile der Stadt
- 2005: Beim Bruch des pakistanischen Shadi-Kaur-Staudamms aufgrund tagelanger Regenfälle sind zwischen 140 und 500 Todesopfer zu beklagen.

Kleinere Unglücksfälle sind in den Unterartikeln von Katastrophe und in der Liste von Katastrophen aufgeführt.

### Sport

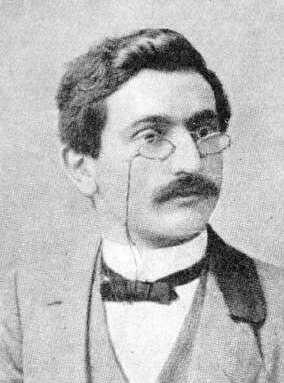
1910: Emanuel Lasker

- 1910: Durch einen Sieg in der 10. und letzten Partie der Schachweltmeisterschaft 1910 zum ausgleichenden Stand von 5–5 verteidigt der Deutsche Emanuel Lasker den Weltmeistertitel im Schach erfolgreich gegen den österreichischen Herausforderer Carl Schlechter.
- 1929: In Spanien wird der erste Spieltag der Primera División, der höchsten Fußballliga des Landes, ausgetragen.
- 1949: Der Basketballspieler Joe Fulks erzielt mit 63 Punkten für die Philadelphia Warriors gegen die Indiana Jets einen neuen NBA-Rekord.
- 1957: In der sudanesischen Hauptstadt Karthum beginnt die erste Fußball-Afrikameisterschaft, an der vier Mannschaften teilnehmen. Die südafrikanische Fußballnationalmannschaft wird allerdings wegen ihrer Weigerung, mit einem multiethnischen Team anzutreten, von der Meisterschaft ausgeschlossen.
- 1990: Der US-amerikanische Boxer James „Buster“ Douglas besiegt im Tokyo Dome in Tokio völlig überraschend Titelverteidiger Mike Tyson durch K.o. in der zehnten Runde und wird damit Schwergewichtsweltmeister im Boxen.
- 1996: Der amtierende Schachweltmeister Garri Kasparow verliert die erste Wettkampfpartie gegen den von IBM entwickelten Schachcomputer Deep Blue. Das Match dauerte noch bis zum 17. Februar.

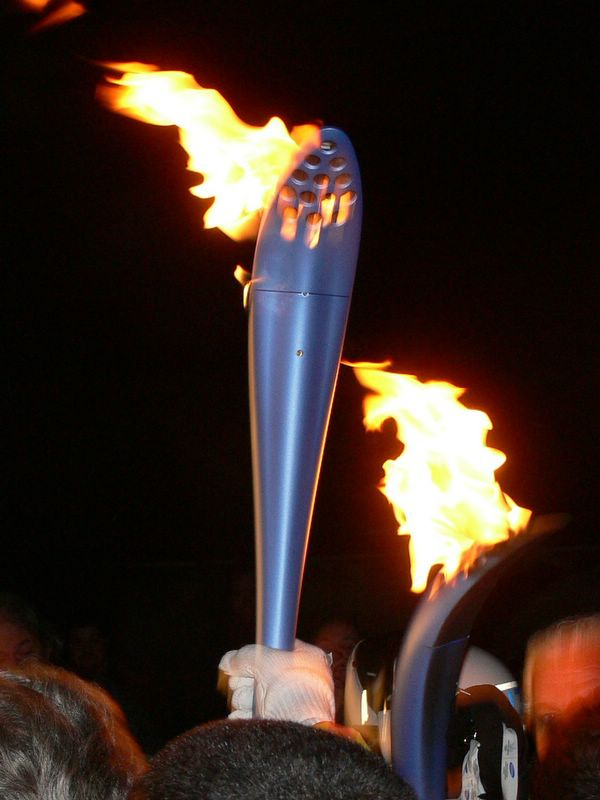
2006: Die olympische Fackel

- 2006: Der italienische Staatspräsident Carlo Azeglio Ciampi eröffnet im Olympiastadion Turin die XX. Olympischen Winterspiele von Turin. Der Skirennläufer Giorgio Rocca und der Kampfrichter Fabio Bianchetti sprechen die Eidesformel, die ehemalige Skilangläuferin Stefania Belmondo entzündet das olympische Feuer.
- 2006: Ägypten gewinnt im Finale der Heim-Afrikameisterschaft mit einem 4:2-Erfolg im Elfmeterschießen nach einem torlosen Unentschieden gegen die Elfenbeinküste zum fünften Mal die Fußball-Afrikameisterschaft.
- 2007: Die deutschen Biathletinnen Andrea Henkel, Martina Glagow und Kati Wilhelm gewinnen bei den Biathlon-Weltmeisterschaften in Antholz Gold, Silber und Bronze im Massenstart-Rennen.

Einträge von Leichtathletik-Weltrekorden befinden sich unter der jeweiligen Disziplin unter Leichtathletik.

## Geboren

### Vor dem 19. Jahrhundert
- 1478: Wilhelm IV. von Henneberg, regierender Graf von Henneberg
- 1486: Georg von der Pfalz, Bischof von Speyer
- 1499: Thomas Platter der Ältere, Schweizer Schriftsteller
- 1524: Albrecht Giese, Danziger Ratsherr und Diplomat
- 1539: Henni Arneken, deutscher Politiker
- 1606: Christina von Frankreich, Herzogin von Savoyen
- 1609: John Suckling, englischer Höfling, Dichter und Dramatiker
- 1612: Johann von Goëss, Bischof von Gurk
- 1620: James Howard, 3. Earl of Suffolk, englischer Adeliger
- 1631: Luise von Anhalt-Dessau, Herzogin von Liegnitz, Brieg, Wohlau und Ohlau
- 1637: Henriette Catharina von Oranien-Nassau, Fürstin von Anhalt-Dessau
- 1646: Hans Adam Weissenkircher, österreichischer Maler
- 1658: Daniel Christoph Beckher, deutscher Mediziner
- 1695: Daniel Triller, deutscher Mediziner und Schriftsteller
- 1696: Johann Arnold Bertram, deutscher Hüttenmeister
- 1698: Johann Simonis, deutscher evangelischer Theologe und Orientalist
- 1716: Johann Daniel Müller, deutscher Violinist, Bratschist und Konzertdirektor
- 1720: Carl De Geer, schwedischer Industrieller, Wissenschaftler und Entomologe
- 1720: Friedrich Bernhard von Prittwitz, deutscher Gutsbesitzer
- 1726: Franz Zoller, österreichischer Barockmaler
- 1734: Maximilian Thaddäus von Egger, österreichischer Eisenindustrieller und Adliger
- 1735: Johann Heinrich Mücke, deutscher Pädagoge und Philologe

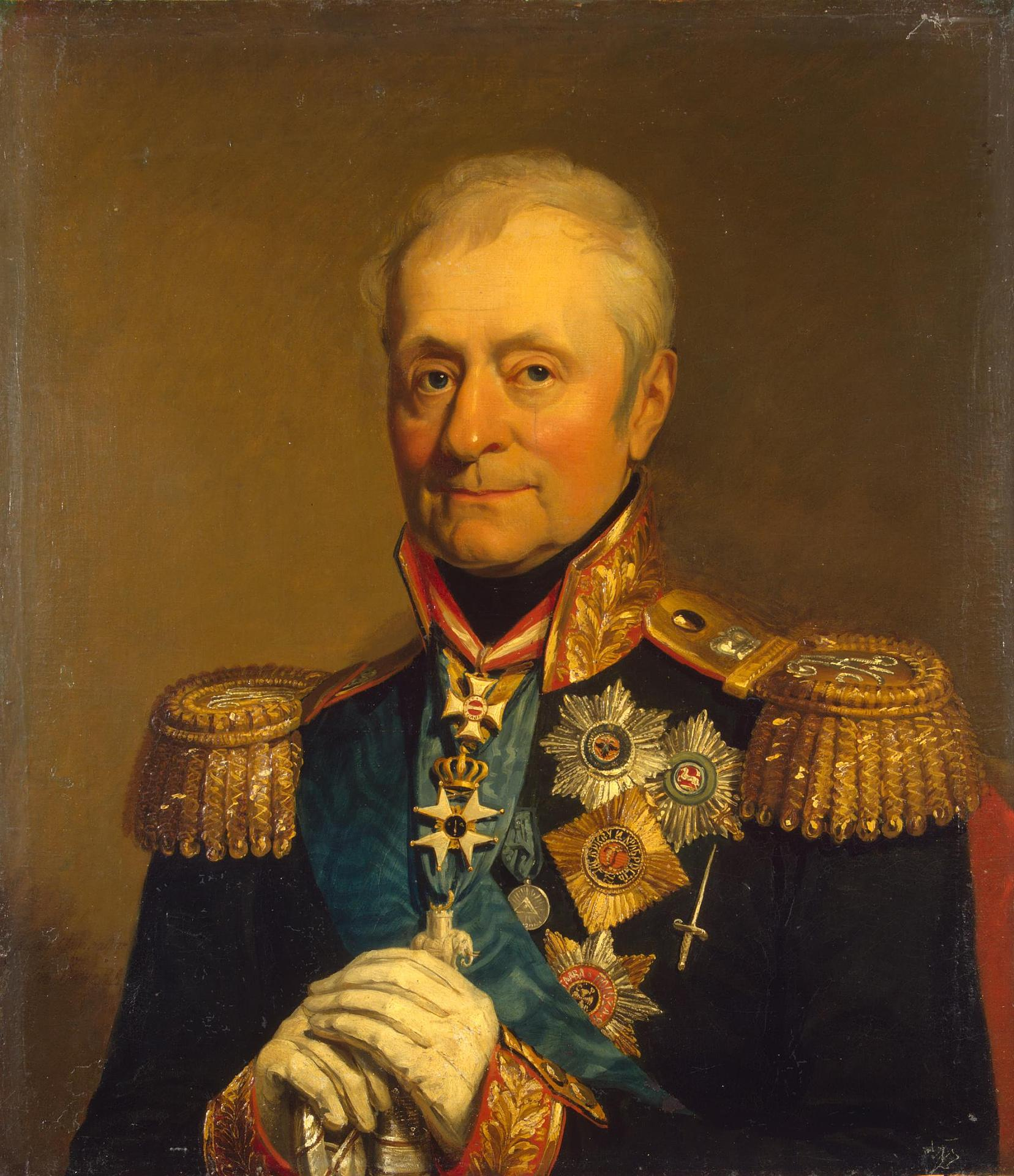
Levin August von Bennigsen (* 1745)

- 1745: Levin August von Bennigsen, russischer General deutscher Herkunft
- 1747: André Thouin, französischer Botaniker
- 1747: Aida Yasuaki, japanischer Mathematiker
- 1754: Carl Ahasver von Sinner, Schweizer Architekt
- 1757: Johann August Arens, deutscher Architekt, Landschaftsgestalter und Maler
- 1758: Amalia Holst, deutsche Pädagogin und Frauenrechtlerin
- 1758: Ernst Benjamin Gottlieb Hebenstreit, deutscher Mediziner
- 1761: William Rowley, 2. Baronet, britischer Politiker
- 1763: Christian Hermann Schöne, deutscher Jurist und Kommunalpolitiker
- 1766: Benjamin Smith Barton, US-amerikanischer Botaniker
- 1766: Henry Smith, US-amerikanischer Politiker, Gouverneur von Rhode Island
- 1767: Amalie Beer, deutsch-jüdische Salonnière
- 1770: Alexandre Brongniart, französischer Chemiker, Mineraloge, Geologe und Zoologe
- 1770: Ferdinando Carulli, italienischer Komponist und Salon-Gitarrist
- 1773: Wassili Karasin, russischer Staatsmann, Schriftsteller, Erfinder und Pädagoge
- 1779: Gustav von Barnekow, preußischer Generalmajor
- 1781: Franz Seraph Bedall, bayerischer General
- 1783: Pierre de Schiervel, belgischer Politiker
- 1784: Hartwig Peters, deutscher Geistlicher und Publizist
- 1785: Claude Louis Marie Henri Navier, französischer Mathematiker und Physiker
- 1788: Robert Letcher, US-amerikanischer Politiker, Gouverneur von Kentucky
- 1791: Francesco Hayez, italienischer Maler
- 1792: Christian Ernst Stölzel, deutscher Maler, Radierer und Kupferstecher
- 1793: Jean Claude Eugène Péclet, französischer Physiker
- 1795: Wolfgang Killias, Schweizer Techniker und Eisenbahnpionier
- 1795: Ary Scheffer, französischer Radierer und Bildhauer
- 1796: Henry Thomas de la Bèche, englischer Geologe

### 19. Jahrhundert
- 1802: François Diday, Schweizer Maler
- 1802: Ernst Helbig, deutscher Kunstmaler und Wernigeroder Hofmaler
- 1805: Kuriakose Elias Chavara, indischer Priester und Karmelit sowie ein Heiliger der katholischen Kirche

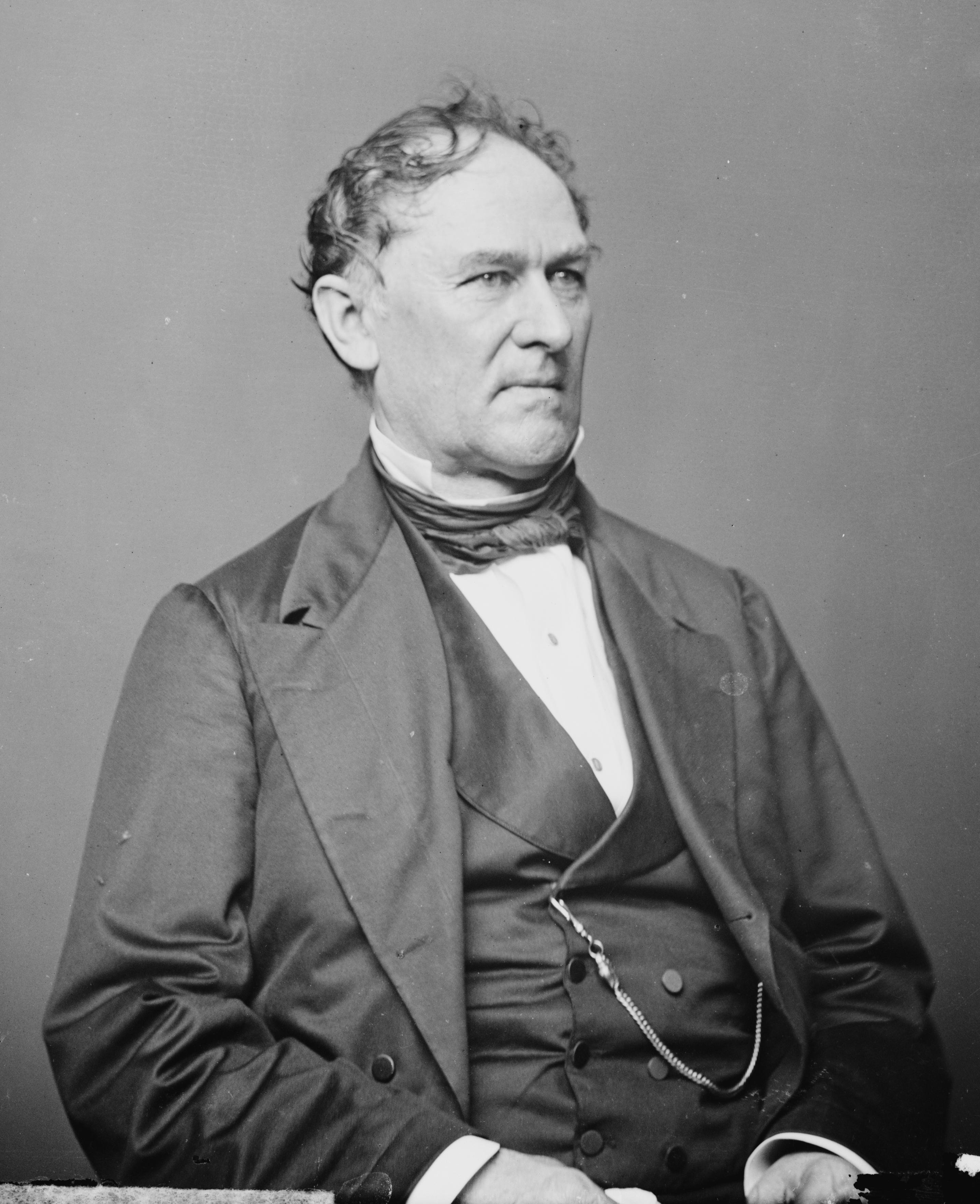
Orville Hickman Browning (* 1806)

- 1806: Orville Hickman Browning, US-amerikanischer Politiker und Innenminister
- 1807: Hans Adolf Karl von Bülow, preußischer Staatsminister
- 1808: Georg Weber, deutscher Philologe und Historiker
- 1811: Friedrich Haas, deutsch-schweizerischer Orgelbauer
- 1812: Christian zu Leiningen-Westerburg, österreichischer Feldmarschallleutnant
- 1815: Meir Auerbach, russischer Gelehrter, Rabbiner und Oberrabbiner
- 1816: Albert Ellmenreich, deutscher Schauspieler und Schriftsteller
- 1818: Isham G. Harris, US-amerikanischer Politiker, Gouverneur, Abgeordneter, Senator aus Tennessee
- 1819: Albert Schwegler, deutscher Theologe, Philosoph und Historiker
- 1829: Simon Schwendener, Schweizer Botaniker und Universitätsprofessor
- 1831: Nadeschda Filaretowna von Meck, russische Mäzenin
- 1837: Harrison Gray Otis, US-amerikanischer Verleger
- 1840: Per Teodor Cleve, schwedischer Naturforscher
- 1841: Walter Parratt, britischer Organist, Musikpädagoge, Kirchenmusiker und Komponist
- 1844: Wendelin Foerster, österreichischer Romanist
- 1845: Josef Stübben, deutscher Architekt
- 1846: Charles Beresford, 1. Baron Beresford, britischer Admiral

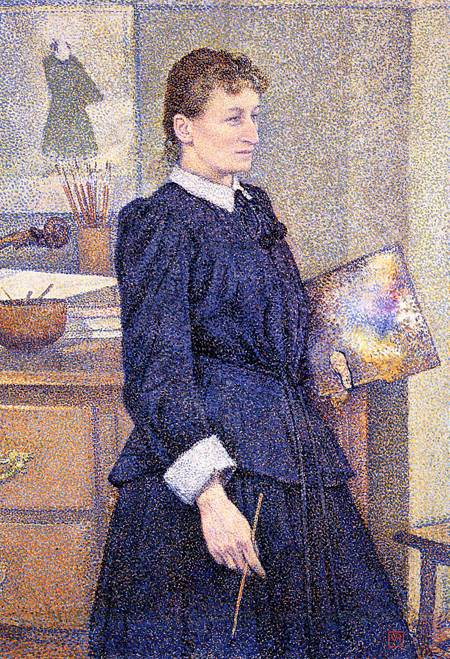
Anna Boch * (1848)

- 1848: Anna Boch, belgische Malerin
- 1853: Richard Leopold Oskar Anders, deutscher Bildhauer und Hochschullehrer
- 1853: Victor Mordechai Goldschmidt, deutscher Mineraloge
- 1856: Eugen Nägele, deutscher Naturschützer, Pädagoge und Heimatforscher
- 1858: Alice Heine, Herzogin von Richelieu und Fürstin von Monaco
- 1859: Georg Ferdinand Dümmler, deutscher Altphilologe und Archäologe

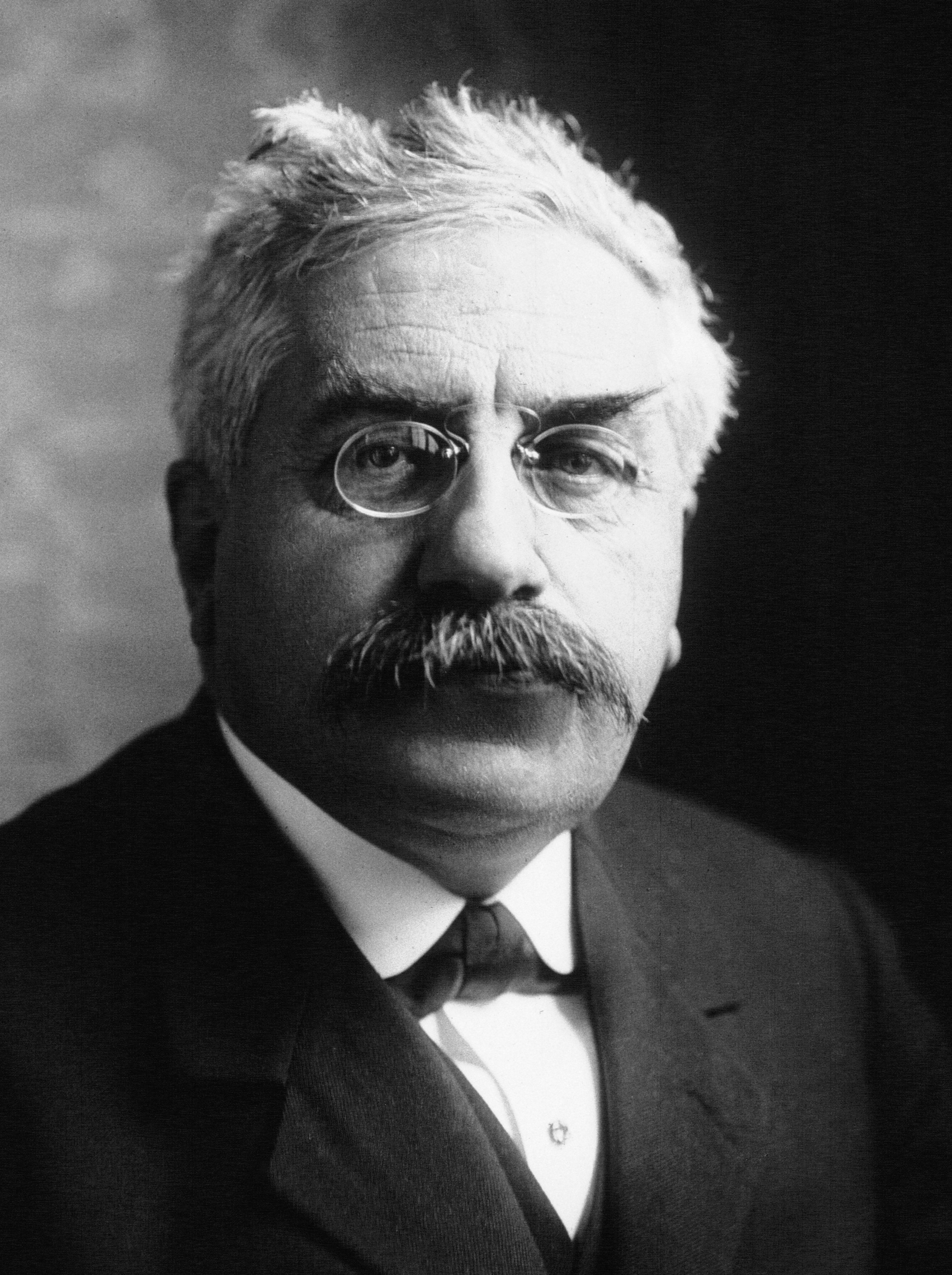
Alexandre Millerand (* 1859)

- 1859: Alexandre Millerand, französischer Staatsmann und Politiker, Staatspräsident und mehrfacher Minister
- 1862: Marius Anton von Attems-Heiligenkreuz, österreichischer K.u.K. Statthalter im Königreich Dalmatien und Geheimer Rat
- 1863: Hugo Berwald, deutscher Bildhauer
- 1865: Carl Markees, Schweizer Geiger, Musikpädagoge und Komponist
- 1865: Ferdinand Zinsser, deutscher Dermatologe und Rektor der Universität zu Köln
- 1866: Bror Beckman, schwedischer Komponist
- 1868: William Allen White, US-amerikanischer Journalist, Politiker und Schriftsteller
- 1869: Wassili Pawlowitsch Kalafati, russischer Komponist
- 1871: Martin Seydel, deutscher Musikwissenschaftler, Stimmbildner und Philosoph
- 1873: Egon Schweidler, österreichischer Physiker
- 1874: Marie Gutheil-Schoder, deutsche Opernsängerin (Sopran)
- 1878: Albin Frehse, deutscher Hornist und Professor
- 1878: Katayama Hiroko, japanische Lyrikerin und Übersetzerin
- 1878: Zdeněk Nejedlý, tschechischer Historiker, Literaturkritiker und Musikwissenschaftler
- 1879: Gottlob Schrenk, deutscher evangelischer Geistlicher und Hochschullehrer
- 1879: Richard Trunk, deutscher Komponist
- 1882: Alfred La Liberté, kanadischer Komponist, Pianist und Musikpädagoge
- 1885: Salvatore Aurigemma, italienischer Archäologe
- 1886: Otto Lummitzsch, deutscher Pionieroffizier, Architekt und Bauingenieur, Gründer des Technischen Hilfswerks (THW)
- 1888: Harry Beaumont, US-amerikanischer Filmregisseur
- 1888: Willy Jaeckel, deutscher Maler des Expressionismus
- 1888: Alfredo Pacini, vatikanischer Diplomat und Kardinal
- 1888: Wilhelm Thöny, österreichischer Maler und Grafiker
- 1888: Giuseppe Ungaretti, italienischer Schriftsteller
- 1890: Fanny Kaplan, russische Anarchistin und Sozialrevolutionärin, mutmaßliche Attentäterin Lenins
- 1890: Boris Leonidowitsch Pasternak, russischer Dichter und Schriftsteller (Doktor Schiwago), Literaturnobelpreisträger
- 1891: André Coyne, französischer Ingenieur für Talsperren
- 1891: William Lawrie Welsh, britischer Flugpionier und General im Zweiten Weltkrieg
- 1892: Karl Arning, deutscher Offizier
- 1892: Günther Blumentritt, deutscher General im Zweiten Weltkrieg, Militärschriftsteller
- 1892: Clive Gallop, britischer Konstrukteur und Autorennfahrer
- 1892: Roland Rohlfs, US-amerikanischer Testpilot
- 1892: Manja Tzatschewa, bulgarisch-deutsche Schauspielerin
- 1893: Bill Tilden, US-amerikanischer Tennisspieler
- 1894: Harold Macmillan, britischer Politiker und Regierungschef
- 1894: Giuseppe Morandi, italienischer Autorennfahrer

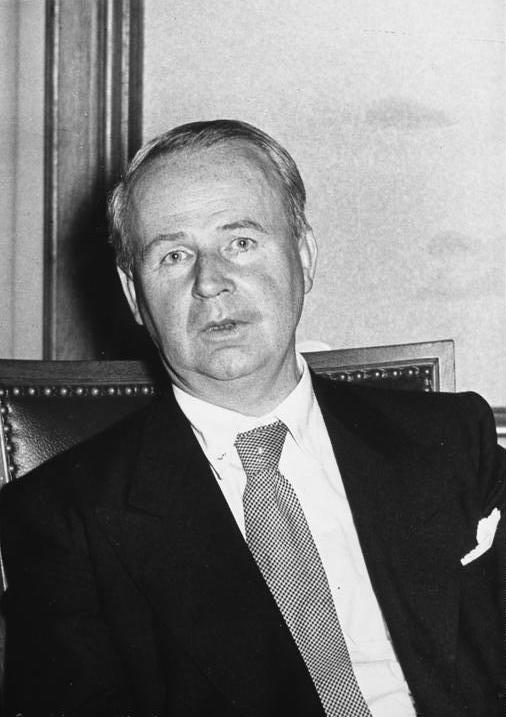
Hermann Weinkauff (* 1894)

- 1894: Hermann Weinkauff, deutscher Jurist und Richter, erster Präsident des Bundesgerichtshofs
- 1895: Edmond Gaujac, französischer Komponist und Musikpädagoge
- 1895: Hans Gustav Röhr, deutscher Konstrukteur und Automobilhersteller
- 1896: John Harding, 1. Baron Harding of Petherton, britischer Feldmarschall und Gouverneur von Zypern
- 1896: Alister Hardy, britischer Meeresbiologe
- 1896: Willi Scharf, deutscher Geologe
- 1897: Karl Abel, deutscher Gewerkschafter und Politiker
- 1897: Judith Anderson, australische Schauspielerin
- 1897: John Franklin Enders, US-amerikanischer Bakteriologe
- 1898: Bertolt Brecht, deutscher Dramatiker, Lyriker und Dichter, Begründer des epischen bzw. dialektischen Theaters
- 1898: Elsa Chauvel, australische Schauspielerin
- 1898: Joseph Kessel, französischer Journalist und Schriftsteller
- 1900: Hans Gustl Kernmayr, österreichischer Schriftsteller

### 20. Jahrhundert

#### 1901–1925
- 1901: Stella Adler, US-amerikanische Bühnen- und Filmschauspielerin
- 1901: Richard Brauer, deutsch-US-amerikanischer Mathematiker
- 1901: Eugen Denzel, deutscher Maler, Grafiker und Pressezeichner
- 1901: Arthur Jores, deutscher Mediziner

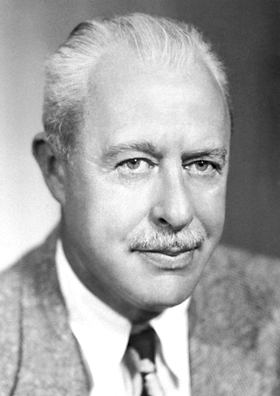
Walter Houser Brattain (* 1902)

- 1902: Walter Houser Brattain, US-amerikanischer Physiker und Nobelpreisträger
- 1903: Franco Cortese, italienischer Autorennfahrer
- 1903: Waldemar Hoven, deutscher Lagerarzt im KZ Buchenwald, Offizier der SS und Waffen-SS, verantwortlich für Menschenversuche und Selektionen mit Todesfolge, Kriegsverbrecher
- 1903: Max von Mühlenen, Schweizer Maler
- 1903: Matthias Sindelar, österreichischer Fußballspieler
- 1904: Tito Colliander, finnlandschwedischer Schriftsteller
- 1904: Otto Dannebom, deutscher Politiker und MdB
- 1904: John Farrow, australischer Drehbuchautor und Regisseur
- 1905: Vilko Ukmar, slowenischer Komponist, Musikwissenschaftler und Hochschullehrer
- 1906: Lon Chaney jr., US-amerikanischer Theater-, Film- und Fernsehschauspieler
- 1908: Ida Busbridge, britische Mathematikerin
- 1908: Alfred Kranzfelder, deutscher Marineoffizier und Widerstandskämpfer des 20. Juli 1944
- 1908: Alexandre Mnouchkine, russisch-französischer Filmproduzent
- 1909: Holger Fransman, finnischer Hornist
- 1909: Bert Niosi, kanadischer Bandleader, Klarinettist, Saxophonist und Komponist
- 1910: Maria Cebotari, moldawische Opernsängerin
- 1910: Jean Coulthard, kanadische Komponistin und Musikpädagogin
- 1910: Aloys Lenz, deutscher Politiker, MdL, MdB, MdEP

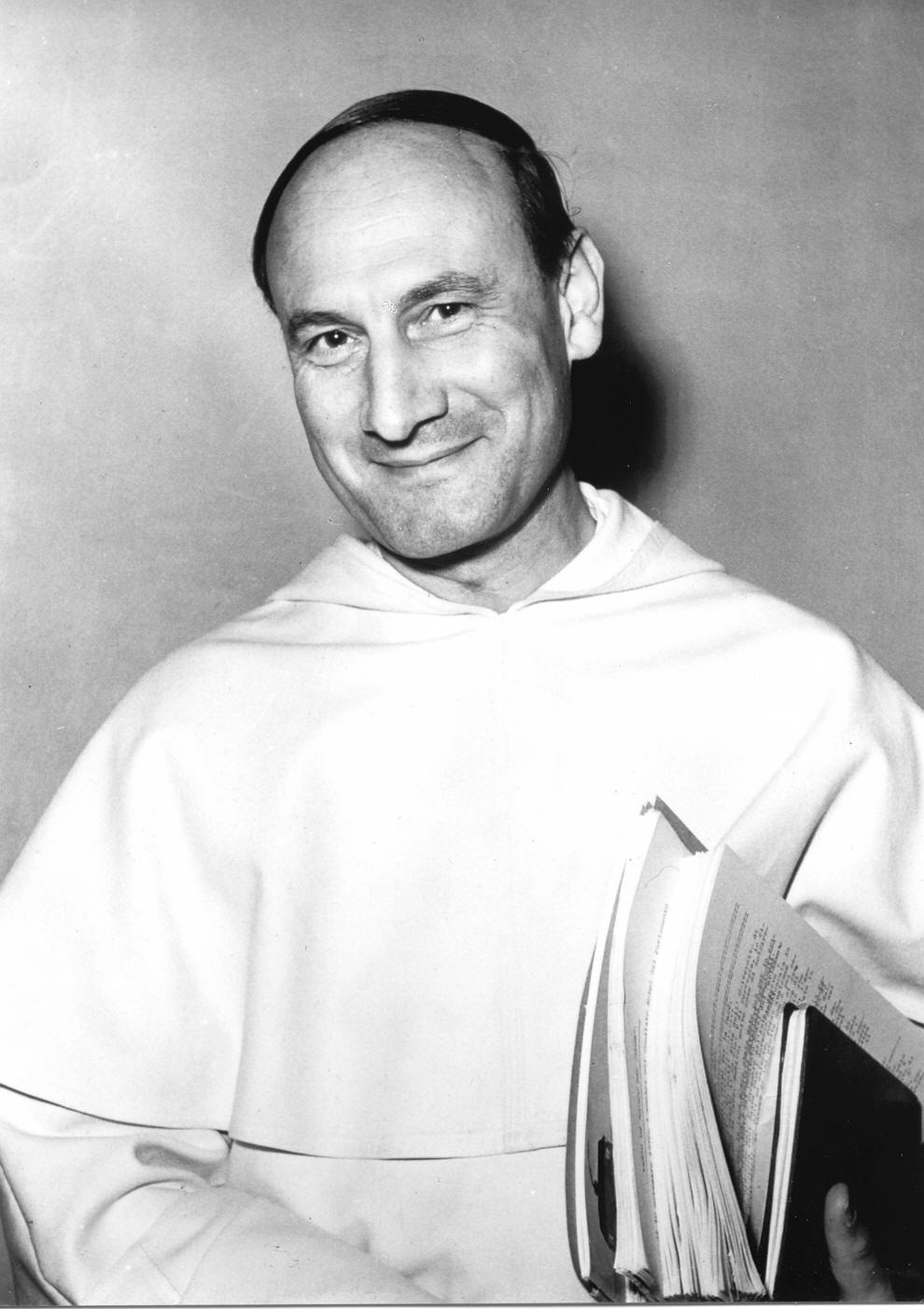
Dominique Pire (* 1910)

- 1910: Dominique Pire, belgischer Dominikaner-Mönch, Gründer von Hilfsorganisationen und Friedensnobelpreisträger
- 1911: Mstislaw Wsewolodowitsch Keldysch, sowjetisch-lettischer Mathematiker
- 1911: Georg Kliesing, deutscher Politiker und MdB
- 1912: Herbert Baum, deutsch-jüdischer Widerstandskämpfer gegen den Nationalsozialismus (Gruppe Herbert Baum)
- 1913: Douglas Slocombe, britischer Kameramann
- 1914: Larry Adler, US-amerikanischer Mundharmonikaspieler
- 1915: Johann van Aken, deutscher Politiker, MdL
- 1916: Achiam, französisch-israelischer Bildhauer
- 1916: Edward R. Roybal, US-amerikanischer Abgeordneter im US-Repräsentantenhaus für Kalifornien
- 1917: Danny Kladis, US-amerikanischer Autorennfahrer
- 1917: Syria Poletti, italienisch-argentinische Schriftstellerin und Journalistin
- 1918: James Carson, US-amerikanischer Country- und Old-Time-Musiker
- 1919: Donald Dupree, US-amerikanischer Bobfahrer
- 1919: Eddie Johnson, US-amerikanischer Autorennfahrer
- 1921: Adrian Cruft, britischer Komponist und Professor

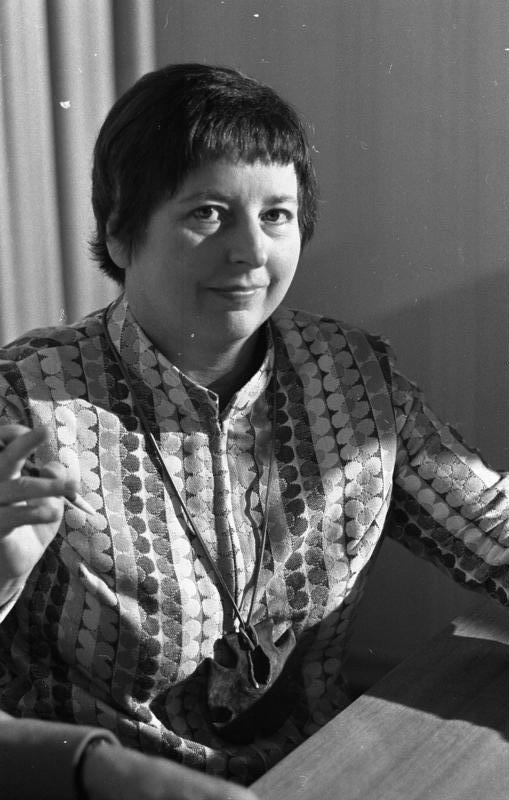
Margarete Hannsmann (* 1921)

- 1921: Margarete Hannsmann, deutsche Schriftstellerin
- 1921: Heinz Quermann, deutscher Fernsehunterhalter in der DDR
- 1922: Árpád Göncz, ungarischer Autor, Politiker und Staatspräsident
- 1922: Harold Hughes, US-amerikanischer Politiker
- 1922: Hans Kindermann, deutscher Jurist, Richter, Mitglied im DFB-Kontrollausschuss
- 1923: Ahti Karjalainen, finnischer Politiker
- 1924: Günter Anlauf, deutscher Bildhauer und Grafiker
- 1924: Paolo Massimo Antici, italienischer Diplomat
- 1924: Georges Hacquin, belgischer Autorennfahrer
- 1925ː Rosemarie Banholzer, deutsche Mundartdichterin
- 1925: Mary Elizabeth Bayer, kanadische Kulturpolitikerin und Autorin
- 1925: Gerhard Boeden, deutscher Polizeibeamter, Vizepräsident des Bundeskriminalamts, Präsident des Bundesamtes für Verfassungsschutz
- 1925ː Rose Marie Dähncke, deutsche Mykologin
- 1925ː Kerima, französische Schauspielerin
- 1925: Pierre Mondy, französischer Schauspieler und Regisseur

#### 1926–1950
- 1926: Jakob Christ, Schweizer Psychiater
- 1926: Hazel Court, britische Schauspielerin
- 1926: Kostas Mountakis, griechischer Lyraspieler
- 1927: Alma Adamkienė, litauische First Lady
- 1927: Jakov Lind, österreichisch-britischer Schriftsteller, Hörspielautor, Filmregisseur und Maler

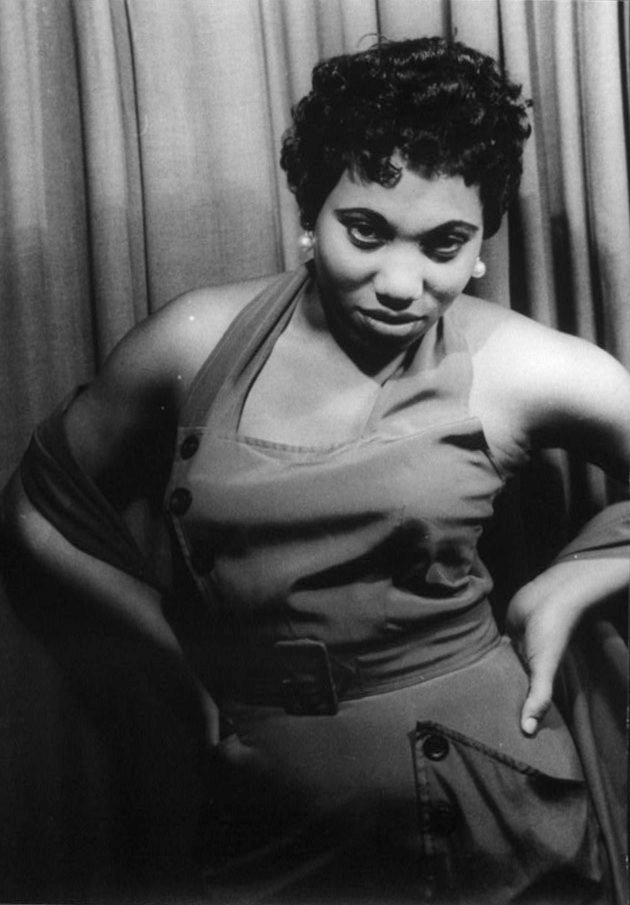
Leontyne Price (* 1927)

- 1927: Leontyne Price, US-amerikanische Opernsängerin, eine der ersten afroamerikanischen Stars im Konzert- und Opernbetrieb
- 1928: Louis Marischal, belgischer Komponist
- 1928: Walter Felke, deutscher Unternehmer und Kommunalpolitiker
- 1928: Jean-Luc Lagardère, französischer Unternehmer
- 1928: Nelson Pinedo, kolumbianischer Sänger
- 1929: Arne Benary, deutscher Wirtschaftswissenschaftler, Vertreter des Neuen Ökonomischen Systems in der DDR
- 1929: Hallgeir Brenden, norwegischer Skilangläufer, Olympiasieger
- 1929: Jerry Goldsmith, US-amerikanischer Filmmusik-Komponist
- 1929: František Nepil, tschechischer Schriftsteller, Rundfunkmoderator und Erzähler
- 1929: Josef Tauchner, österreichischer Gewichtheber
- 1930: Bruno Hunziker, Schweizer Politiker
- 1930: Emil Kiess, deutscher Maler, Bildhauer und Glasmaler

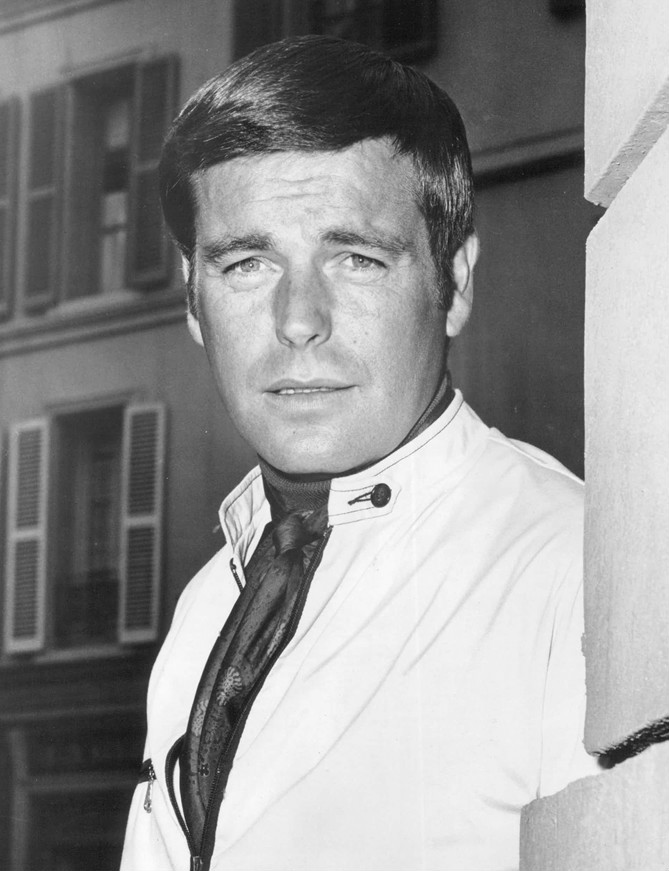
Robert Wagner (* 1930)

- 1930: Robert Wagner, US-amerikanischer Schauspieler
- 1931: József Ács, ungarischer Bildhauer und Medailleur
- 1931: Gerhard Rosenfeld, deutscher Komponist
- 1932: Roland Hanna, US-amerikanischer Jazzpianist
- 1933: Gottfried Arnold, deutscher Jurist und Politiker, MdB
- 1934: Fleur Adcock, britisch-neuseeländische Dichterin und Übersetzerin
- 1934: Rahn Burton, US-amerikanischer Jazzpianist
- 1934: Kirk Fordice, US-amerikanischer Politiker, Gouverneur von Mississippi
- 1934: Ilona Laaman, estnische Lyrikerin
- 1935: Theodore Antoniou, griechischer Dirigent und Komponist
- 1935: Miroslav Blažević, Schweizer Fußballtrainer
- 1935: Ezard Haußmann, deutscher Schauspieler
- 1935: Konrad Klapheck, deutscher Maler, Künstler und Kunstprofessor
- 1935: Tadeusz Strugała, polnischer Dirigent und Musikpädagoge
- 1937: Roberta Flack, US-amerikanische Soulsängerin, Pianistin und Songschreiberin
- 1939: Adrienne Clarkson, kanadische Journalistin, Autorin und Diplomatin
- 1939: Barbara Kolb, US-amerikanische Komponistin
- 1940: Cornell Green, US-amerikanischer American-Football-Spieler
- 1940: Rainer Holbe, deutscher Journalist, Fernsehmoderator und Autor
- 1940: Ute Klophaus, deutsche Fotografin
- 1940: Tibor Kovács, ungarischer Archäologe
- 1941: Michael Apted, britischer Regisseur
- 1941: Ray Miller, deutscher Schlagersänger
- 1941: David Parnas, US-amerikanischer Pionier der Softwaretechnik
- 1941: Eike von Savigny, deutscher Philosoph
- 1942: Howard Mudd, US-amerikanischer American-Football-Spieler
- 1942: Lawrence Weiner, US-amerikanischer bildender Künstler, Vertreter der Konzeptkunst
- 1943: Frank-Patrick Steckel, deutscher Theaterregisseur

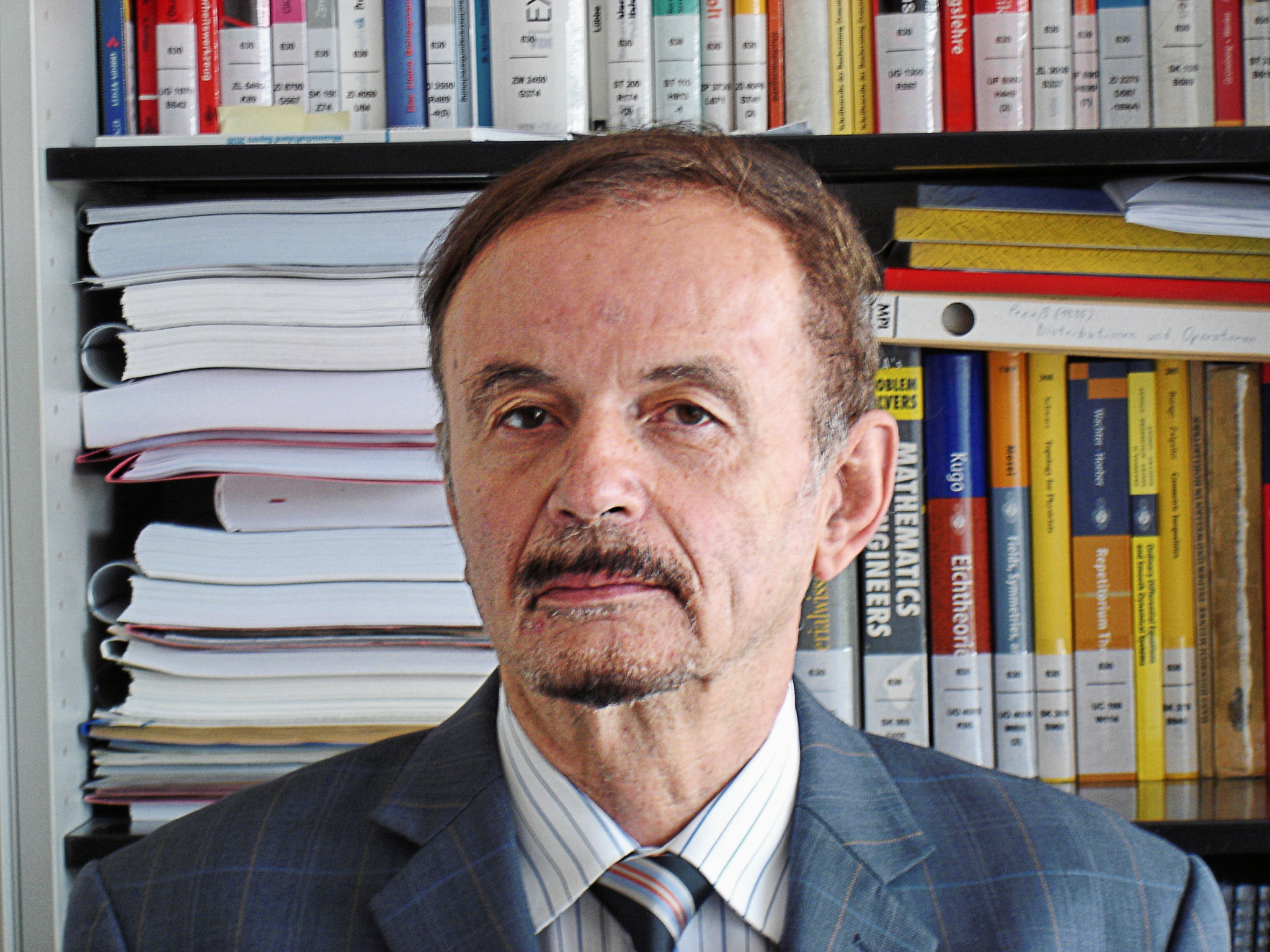
Harald Fritzsch (* 1943)

- 1943: Harald Fritzsch, deutscher Physiker
- 1944: Petra Adam-Ferger, deutsche Politikerin, MdL
- 1944: Peter Allen, australischer Komponist und Entertainer
- 1944: Kurt Binder, österreichischer Physiker
- 1944: Jean Daniel Cadinot, französischer Filmregisseur und -produzent
- 1944: Galli, eigentlich Anna-Gabriele Müller, deutsche Künstlerin
- 1944: Niklot Klüßendorf, deutscher Numismatiker, Archivar
- 1944: Volkert Merl, deutscher Autorennfahrer
- 1944: Rufus Reid, US-amerikanischer Jazz-Bassist
- 1945: Gerd Lohmeyer, deutscher Schauspieler und Regisseur
- 1945: Karin Radermacher, deutsche Politikerin, MdL
- 1945: Leopold Stiefel, deutscher Unternehmer, Gründer der Elektronikeinzelhandelskette Media Markt
- 1946: Dick Anderson, US-amerikanischer American-Football-Spieler
- 1946: Jürgen Aretz, deutscher Beamter
- 1947: Louise Arbour, kanadische Richterin, UN-Hochkommissarin für Menschenrechte
- 1947: Margrit Olfert, deutsche Leichtathletin
- 1948: Luis Armando Collazuol, brasilianischer Bischof
- 1948: Peter Biesenbach, deutscher Jurist, Politiker und MdL
- 1948: Schanna Plijewa, georgische Komponistin und Pianistin
- 1949: Rodney Wallace, US-amerikanischer American-Football-Spieler
- 1950: Horst Spengler, deutscher Handballspieler und -trainer

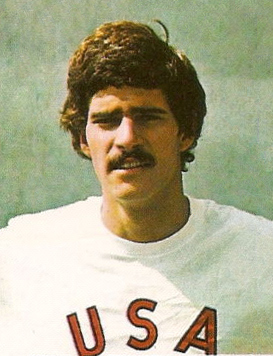
Mark Spitz (* 1950)

- 1950: Mark Spitz, US-amerikanischer Schwimmer, Olympiasieger
- 1950: Ralf Stahlmann, deutscher Toxikologe und Pharmakologe

#### 1951–1975
- 1951: Zeudi Araya, eritreische Schauspielerin
- 1952: Frank Bsirske, deutscher Gewerkschafter und Politiker, Vorsitzender der Gewerkschaft ver.di
- 1953: John Shirley, US-amerikanischer Science-Fiction-Autor
- 1953: Carl Stone, US-amerikanischer Komponist
- 1953: Engelbert Wistuba, deutscher Politiker, MdB
- 1954: Liane Deicke, deutsche Politikerin, MdL
- 1954: Hans-Jürgen Hufeisen, deutscher Flötist und Komponist
- 1954: Peter Ramsauer, deutscher Politiker, MdB, Bundesminister
- 1954: Anna Solecka, deutsche Malerin und Fotografin
- 1955: Christopher Adams, englischer Wrestler und Judoka
- 1955: Lusia Harris, US-amerikanische Basketballspielerin
- 1956: Maroun Ammar, libanesischer Weihbischof
- 1956: Enele Sopoaga, tuvaluischer Diplomat und Politiker
- 1957: Regina Ammicht Quinn, deutsche Theologin, Germanistin und Hochschullehrerin
- 1957: Olivier Anken, Schweizer Eishockeytorwart
- 1957: Stephan Balkenhol, deutscher Bildhauer

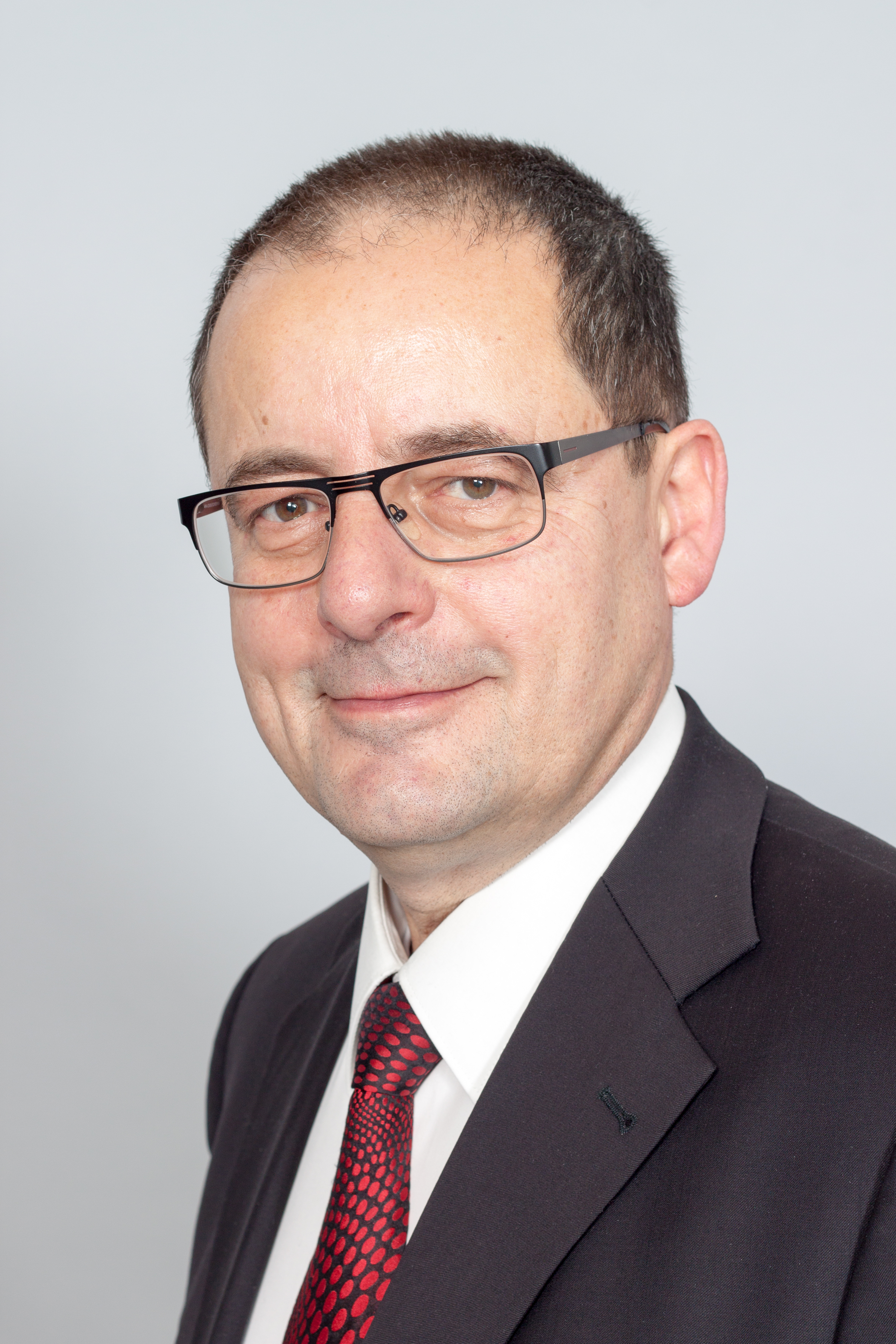
Steffen Flath (* 1957)

- 1957: Steffen Flath, deutscher Politiker, MdL, Landesminister
- 1957: Lars Graugaard, dänischer Komponist und Flötist
- 1957: Mijou Kovacs, österreichisch-französische Schauspielerin
- 1958: Walter Afanasieff, US-amerikanischer Musikproduzent und Songwriter
- 1958: Birgit Diezel, deutsche Politikerin, MdL, Landesministerin, Präsidentin des Landtags
- 1958: Eduard Mainoni, österreichischer Politiker
- 1958: Norbert Vollertsen, deutscher Notarzt und Menschenrechtsaktivist
- 1959: Dietrich zu Klampen, deutscher Verleger und Buchhändler
- 1960: Robert Addie, britischer Schauspieler
- 1960: Rawilja Agletdinowa, sowjetische Mittelstreckenläuferin
- 1960: Jochen Schimmelschmidt, deutscher Komponist
- 1961: Marc-André Dalbavie, französischer Komponist
- 1961: Paolo Fresu, italienischer Jazztrompeter, Flügelhorn-Spieler und Komponist
- 1961: Alexander Payne, US-amerikanischer Filmregisseur
- 1961: Eva Pfaff, deutsche Tennisspielerin
- 1962: Cliff Burton, US-amerikanischer Bassist (Metallica)

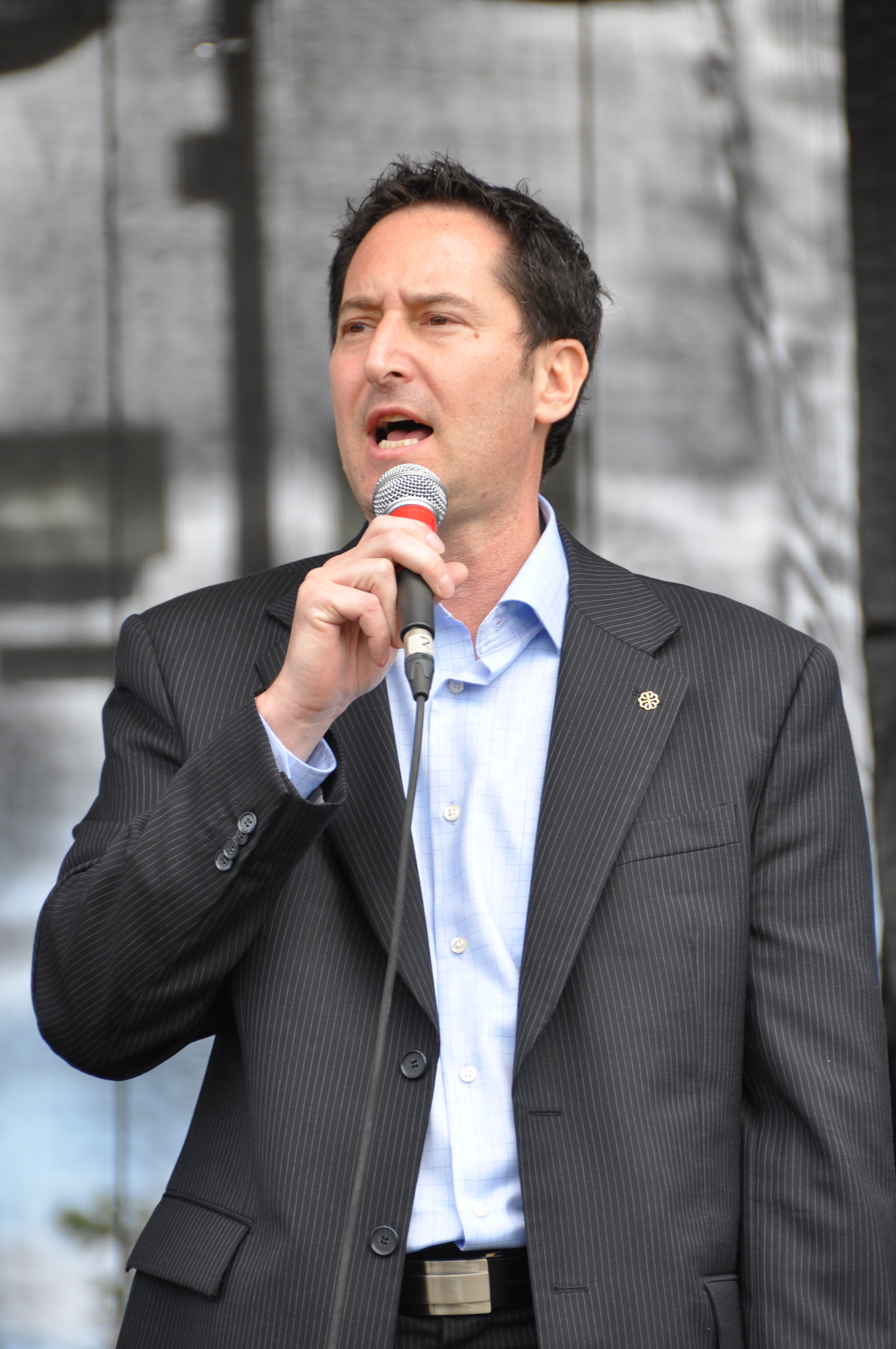
Michael Applebaum (* 1963)

- 1963: Michael Applebaum, kanadischer Politiker und Unternehmer
- 1963: Candan Erçetin, türkische Sängerin
- 1963: Philip Glenister, britischer Schauspieler
- 1963: Alan McInally, schottischer Fußballspieler
- 1963: Johann Wadephul, deutscher Politiker, MdL, MdB
- 1964: Sam Graddy, US-amerikanischer Leichtathlet, Olympiasieger
- 1964: Francesca Neri, italienische Schauspielerin
- 1965: Gen Getsu, japanischer Schriftsteller
- 1965: Markus Othmer, deutscher Radio- und Fernsehmoderator
- 1965: Regula Späni, Schweizer Sportmoderatorin und Redaktorin
- 1965: Dana Winner, belgische Sängerin
- 1966: Renata Przemyk, polnische Liedermacherin
- 1966: Peter Romberg, deutscher Eishockeyspieler
- 1967: Patrick Bahners, deutscher Journalist
- 1967: Laura Dern, US-amerikanische Schauspielerin
- 1968: Mark Heidenfeld, irisch-deutscher Schachspieler
- 1969: Marc Asbeck, deutscher Unternehmer
- 1969: Carsten Knop, deutscher Journalist und Autor
- 1969 Sandra Studer, Schweizer Sängerin und Fernsehmoderatorin
- 1970: Peter Boyer, US-amerikanischer Komponist, Musikpädagoge und Dirigent
- 1970: Marco Girnth, deutscher Schauspieler
- 1970: Nicole Höchst, deutsche Regierungsschuldirektorin und Politikerin
- 1970: Åsne Seierstad, norwegische Schriftstellerin und Journalistin
- 1971: Lisa Marie Varon, US-amerikanische Wrestlerin
- 1972: Dani Felber, Schweizer Jazzmusiker

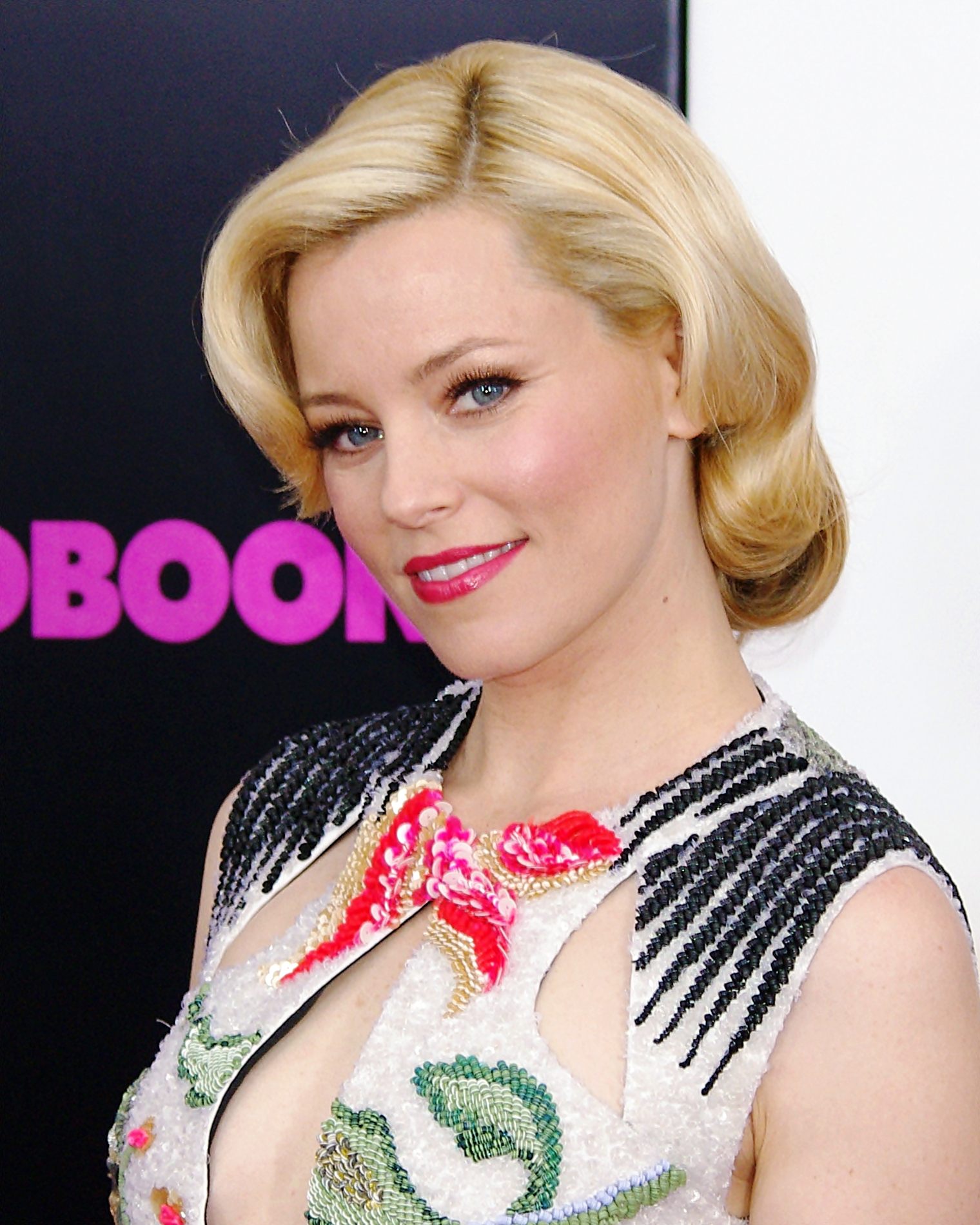
Elizabeth Banks (* 1974)

- 1974: Elizabeth Banks, US-amerikanische Schauspielerin
- 1975: Kool Savas, deutscher Rapmusiker
- 1975: Thomas Shigetarō Shimada, japanischer Tennisspieler

#### 1976–2000
- 1976: Oliver von Dobrowolski, deutscher Polizist, Aktivist und Buchautor
- 1976: Keeley Hawes, britische Schauspielerin
- 1976: Vanessa da Mata, brasilianische Sängerin und Komponistin
- 1976: Vedran Runje, kroatischer Fußballtorwart
- 1976: Carlos Jiménez Sánchez, spanischer Basketballspieler
- 1977: Salif Diao, senegalesischer Fußballspieler
- 1977: Endre Lund Eriksen, norwegischer Schriftsteller
- 1977: Tanja Vreden, deutsche Fußballspielerin
- 1978: Don Omar, puerto-ricanischer Reggaeton-Musiker und Schauspieler
- 1978: Jānis Petraškevičs, lettischer Komponist
- 1978: Anna-Kaisa Rantanen, finnische Fußballspielerin
- 1979: Joey Hand, US-amerikanischer Rennfahrer

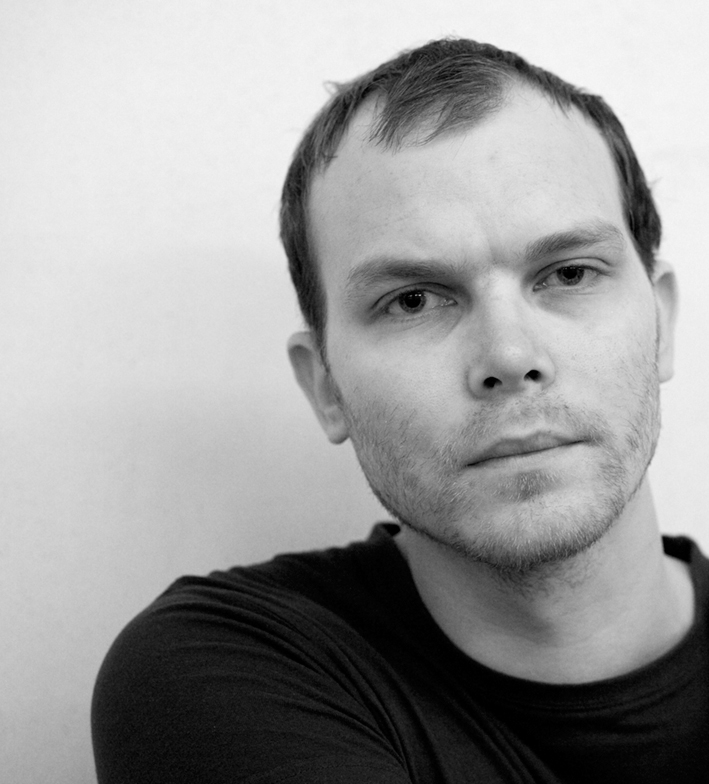
Johan Harstad (* 1979)

- 1979: Johan Harstad, norwegischer Schriftsteller
- 1979: Ross Powers, US-amerikanischer Snowboardfahrer
- 1980: Marko Baacke, deutscher Nordischer Kombinierer
- 1980: Riki Flutey, englischer Rugbyspieler
- 1980: Ralph Kretschmar, deutscher Schauspieler und Künstler
- 1980: Enzo Maresca, italienischer Fußballspieler
- 1981: Fränzi Aufdenblatten, schweizerische Skirennfahrerin
- 1981: Cho Yeo-jeong, südkoreanische Schauspielerin
- 1981: Dimitrios Tzimourtos, griechischer Handballspieler
- 1982: Justin Gatlin, US-amerikanischer Leichtathlet
- 1982: Tom Schilling, deutscher Schauspieler
- 1983: Ricardo Clark, US-amerikanischer Fußballspieler
- 1984: Sasa Patschulia, georgischer Basketballspieler
- 1984: Jemma Simpson, britische Leichtathletin
- 1986: Falcao, kolumbianischer Fußballspieler
- 1986: Yui Ichikawa, japanische Schauspielerin
- 1986: Vegard Haukø Sklett, norwegischer Skispringer
- 1986: Viktor Troicki, serbischer Tennisspieler
- 1987: Chaz Davies, britischer Motorradrennfahrer
- 1987: Poli Genowa, bulgarische Sängerin
- 1987: Yuja Wang, chinesische Pianistin
- 1988: Francesco Acerbi, italienischer Fußballspieler
- 1989: Rebecca Horner, österreichische Schauspielerin
- 1989: Birgit Skarstein, norwegische Pararuderin und Paraskiläuferin, Weltmeisterin
- 1989: Yekwon Sunwoo, südkoreanischer Pianist
- 1990: Maximilian Ahlschwede, deutscher Fußballspieler
- 1990: Hajck Karapetjan, deutscher Handballspieler
- 1990: Leonie Renée Klein, deutsche Schauspielerin
- 1990: Sooyoung, südkoreanische Sängerin
- 1990: Dame, österreichischer Rapper
- 1991: Dominic Barona, ecuadorianische Surferin
- 1991: Annina Euling, deutsch-schweizerische Schauspielerin

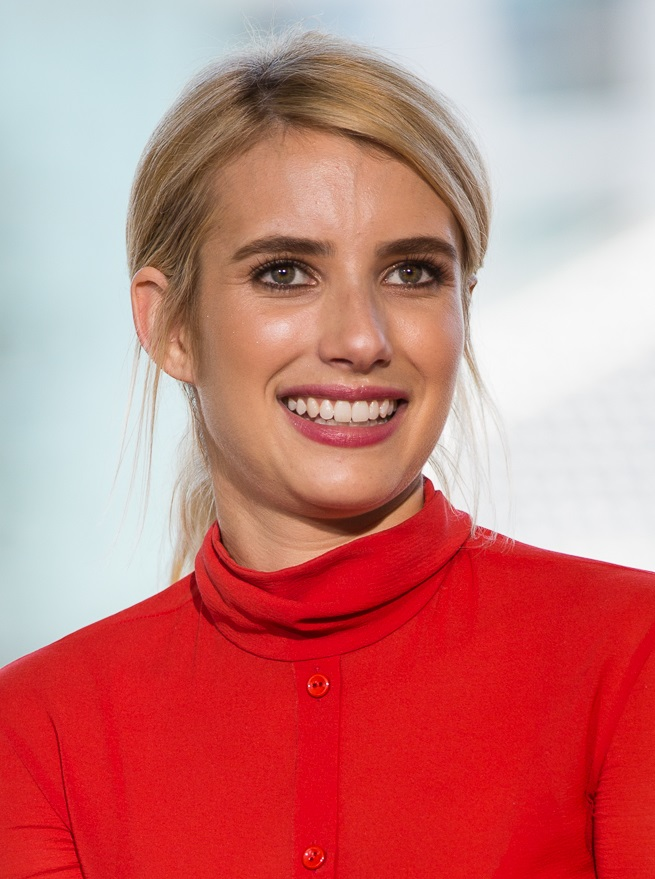
Emma Roberts (* 1991)

- 1991: Emma Roberts, US-amerikanische Schauspielerin
- 1991: Florian Schabereiter, österreichischer Skispringer
- 1991: Andreas Tiffner, österreichischer Fußballspieler
- 1992: Sandjar Ahmadi, afghanischer Fußballspieler
- 1992: Misha B, britische Singer-Songwriterin und Rapperin

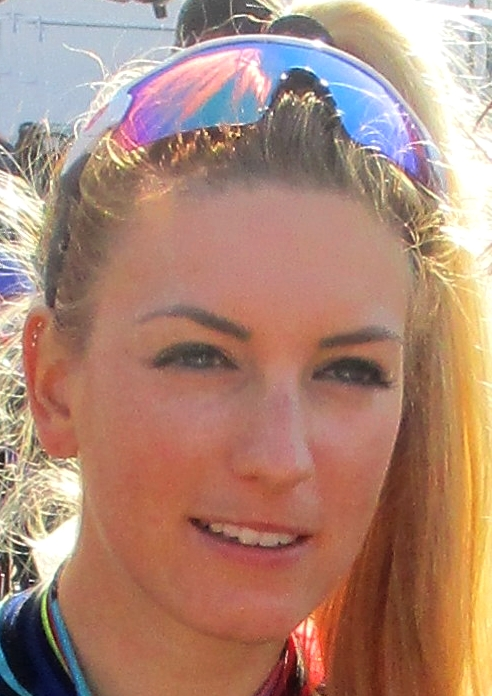
Pauline Ferrand-Prévot (* 1992)

- 1992: Pauline Ferrand-Prévot, französische Radsportlerin
- 1993: Max Kepler, deutscher Baseballspieler
- 1993: Patrik Twardzik, tschechischer Fußballspieler
- 1994: Galina Wischnewskaja, kasachische Biathletin
- 1995: Eva Vamberger, slowenische Fußball- und Futsalspielerin
- 1995: Florian Baumgärtner, deutscher Handballspieler
- 1995: Naby Laye Keïta, guineischer Fußballspieler
- 1995: Kim Hyang-mi, nordkoreanische Eishockeyspielerin
- 1996: Valentin Ponkratz, deutscher Schlagersänger
- 1996: Anica Röhlinger, deutsche Schauspielerin
- 1996: Robert Vişoiu, rumänischer Autorennfahrer
- 1997: Aurélio Buta, portugiesisch-angolanischer Fußballspieler
- 1997: Chloë Grace Moretz, US-amerikanische Schauspielerin
- 1998: Aitor Buñuel, spanischer Fußballspieler
- 1999: Tiffany Espensen, chinesisch-amerikanische Schauspielerin
- 1999: Eliška Václavíková, tschechische Biathletin
- 2000: Yara Shahidi, iranisch-US-amerikanische Schauspielerin
- 2000: Nicole Anyomi, deutsche Fußballspielerin

### 21. Jahrhundert
- 2001: Simon Mann, italienischer Autorennfahrer
- 2002: Kyle McClelland, nordirisch-schottischer Fußballspieler
- 2005: Manuel Santos Gelke, deutscher Schauspieler

## Gestorben

### Vor dem 16. Jahrhundert
- 0704: Austreberta, Heiliger der katholischen Kirche
- 0883: Berthold, Erzbischof von Trier
- 0917: Frederuna, fränkische Königin
- 1055: Bruno von Waldeck, Bischof von Minden
- 1126: Wilhelm IX., Herzog von Aquitanien
- 1148: Simon von Vermandois, Bischof von Tournai und Bischof von Noyon
- 1161: Sylvester, Bischof von Prag
- 1162: Balduin III., König von Jerusalem
- 1164: Hugo von Fosses, Abt
- 1188: Siegfried, Bischof von Paderborn
- 1199: Albrecht III., Graf von Habsburg, Vogt von Muri und Landgraf im Elsass
- 1221: Nikolaus, Erzbischof von Salerno
- 1242: Shijō, 87. Kaiser von Japan

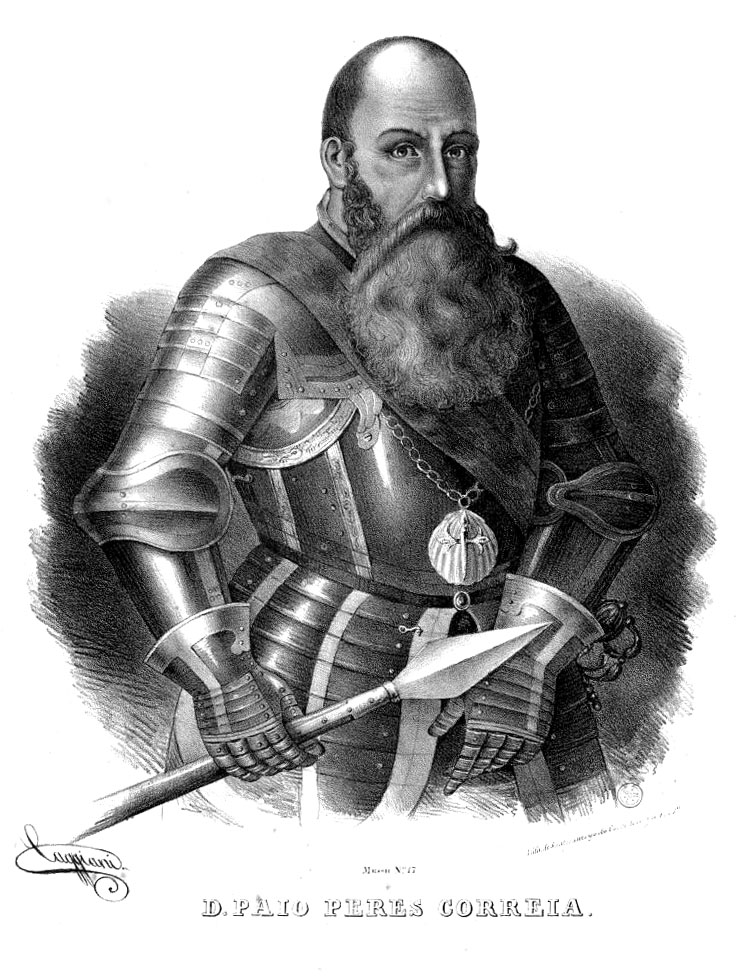
Paio Peres Correia († 1275)

- 1275: Paio Peres Correia, portugiesischer Ritter
- 1289: John de Vescy, englischer Adeliger, Militär und Diplomat
- 1306: John III. Comyn, Lord of Badenoch, schottischer Adliger und Thronanwärter
- 1307: Timur Khan, mongolischer Khan, chinesischer Kaiser der Yuan-Dynastie
- 1344: Heinrich V. Schenk von Reicheneck, Fürstbischof von Eichstätt
- 1367: Boemund II. von Saarbrücken, Erzbischof von Trier
- 1399: Jean de Murol, Bischof von Genf
- 1419: Ulrich Ensinger, deutscher Baumeister der süddeutschen Gotik
- 1452: Švitrigaila, Großfürst von Litauen
- 1471: Friedrich II., „der Eiserne“, Kurfürst und Markgraf von Brandenburg
- 1476: Katharina von Kleve, Herzogin von Geldern
- 1495: William Stanley, englischer Ritter während der Rosenkriege

### 16. bis 18. Jahrhundert
- 1524: Katharina von Sachsen, zweite Gemahlin Erzherzog Siegmunds von Tirol
- 1526: Johann V., Graf von Oldenburg
- 1527: Ludwig von Diesbach, Berner Staatsmann

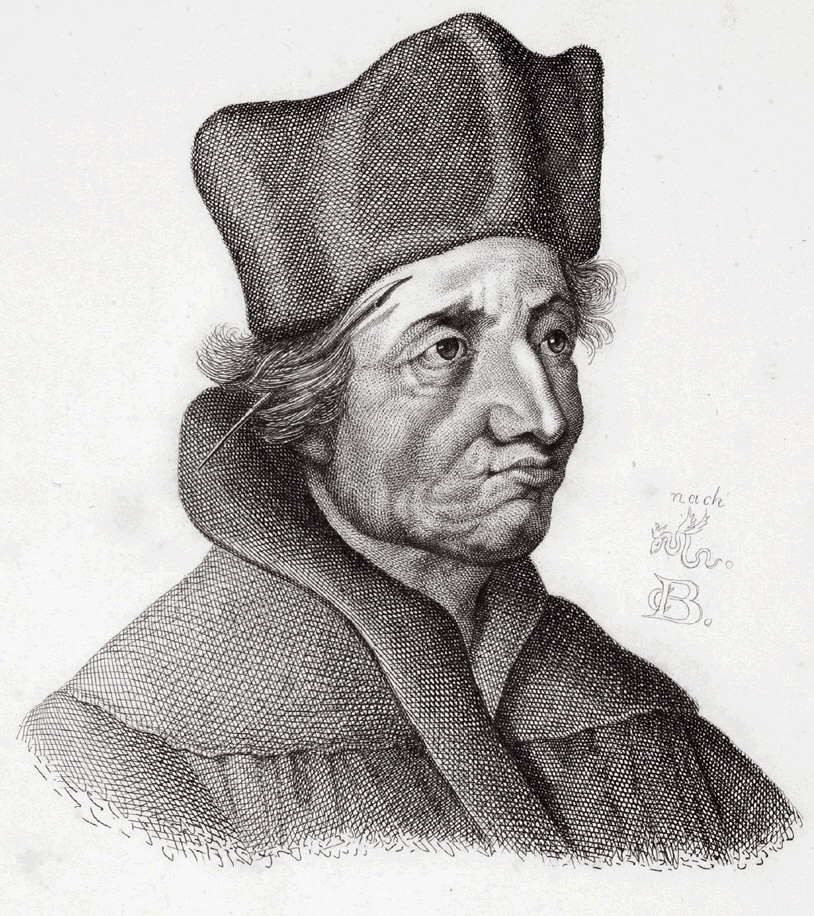
Johannes Eck († 1543)

- 1543: Johannes Eck, deutscher katholischer Theologe und Gegner Martin Luthers
- 1558: Johann Weinlob, märkischer Jurist und Kanzler der Kurfürsten Joachim II. von Brandenburg
- 1567: Johann VI. von der Leyen, Erzbischof und Kurfürst von Trier
- 1567: Henry Stuart, Lord Darnley, Ehemann der Maria Stuart, Titularkönig von Schottland
- 1576: Guilielmus Xylander, deutscher Gelehrter und Humanist
- 1581: Hans Steiger, Schultheiss von Bern
- 1593: Hans Burkhard von Anweil, deutscher Adliger
- 1596: Peter Gropper, römisch-katholischer Theologe und Mystiker
- 1598: Anna, Erzherzogin von Österreich, Königin von Polen, Großfürstin von Litauen und Königin von Schweden
- 1604: Cyriacus Spangenberg, deutscher evangelischer Theologe, Kirchenlieddichter und Historiker
- 1606: Gaspar de Zúñiga y Acevedo, spanischer Offizier, Vizekönig von Neuspanien und Vizekönig von Peru
- 1621: Pietro Aldobrandini, Kardinal der Römischen Kirche und Erzbischof von Ravenna
- 1630: Thomas Chrön, Fürstbischof von Laibach
- 1632: Müezzinzade Filibeli Hafız Ahmed Pascha, Großwesir des Osmanischen Reiches
- 1634: Caspar Pezel, deutscher Jurist, Archivar und Bibliothekar
- 1642: Juan Carlos Amat, spanischer Arzt und Musiker
- 1645: Dorothea Sophie von Sachsen-Altenburg, 33. Äbtissin des Reichsstiftes von Quedlinburg
- 1645: Conchobhar Mag Uidhir, irischer Rebellenführer
- 1669: Johann Heinrich Waser, Schweizer Bürgermeister von Zürich
- 1688: Cornelis de Vlaming van Oudshoorn, Amsterdamer Regent
- 1722: Bartholomew Roberts, berüchtigter walisischer Pirat
- 1729: Johann von Besser, deutscher Dichter
- 1734: Jean Raoux, französischer Maler
- 1748: Benedikt Wilhelm von Ahlefeldt, Herr auf Gut Kaden, Major und Landrat
- 1751: Quirin Weber, deutscher Orgelbauer
- 1752: Anne Henriette de Bourbon, Prinzessin von Frankreich und Gambistin
- 1755: Charles de Secondat, Baron de Montesquieu, französischer Schriftsteller, Philosoph und Staatstheoretiker der Aufklärung
- 1766: Andrea Gallasini, italienisch-deutscher Stuckateur und Architekt
- 1782: Friedrich Christoph Oetinger, deutscher Theologe, führender Pietist
- 1783: James Nares, britischer Komponist und Organist
- 1794: Jacques Roux, französischer Revolutionär
- 1796: Karl Albert von Lespilliez, Hofbaumeister im Kurfürstentum Bayern
- 1800: Vincenzo Maria Altieri, italienischer Kardinal

### 19. Jahrhundert
- 1810: Karl Friedrich am Ende, österreichischer Feldmarschallleutnant
- 1817: Karl Theodor von Dalberg, Erzbischof von Mainz, Fürstprimas, Bischof von Konstanz
- 1820: Anna Elisabeth Luise von Brandenburg-Schwedt, Gattin des Prinzen Ferdinand von Preußen
- 1822: Albert Kasimir von Sachsen-Teschen, deutscher Adliger und Kunstmäzen
- 1826: Pauline Buisson, eine in der Karibik geborene Sklavin, die in Yverdon tätig war
- 1829: Leo XII., Papst
- 1832: Wilhelm Hepp, deutscher Orgelbauer
- 1834: Johann Christian Hundeshagen, deutscher Forstwissenschaftler

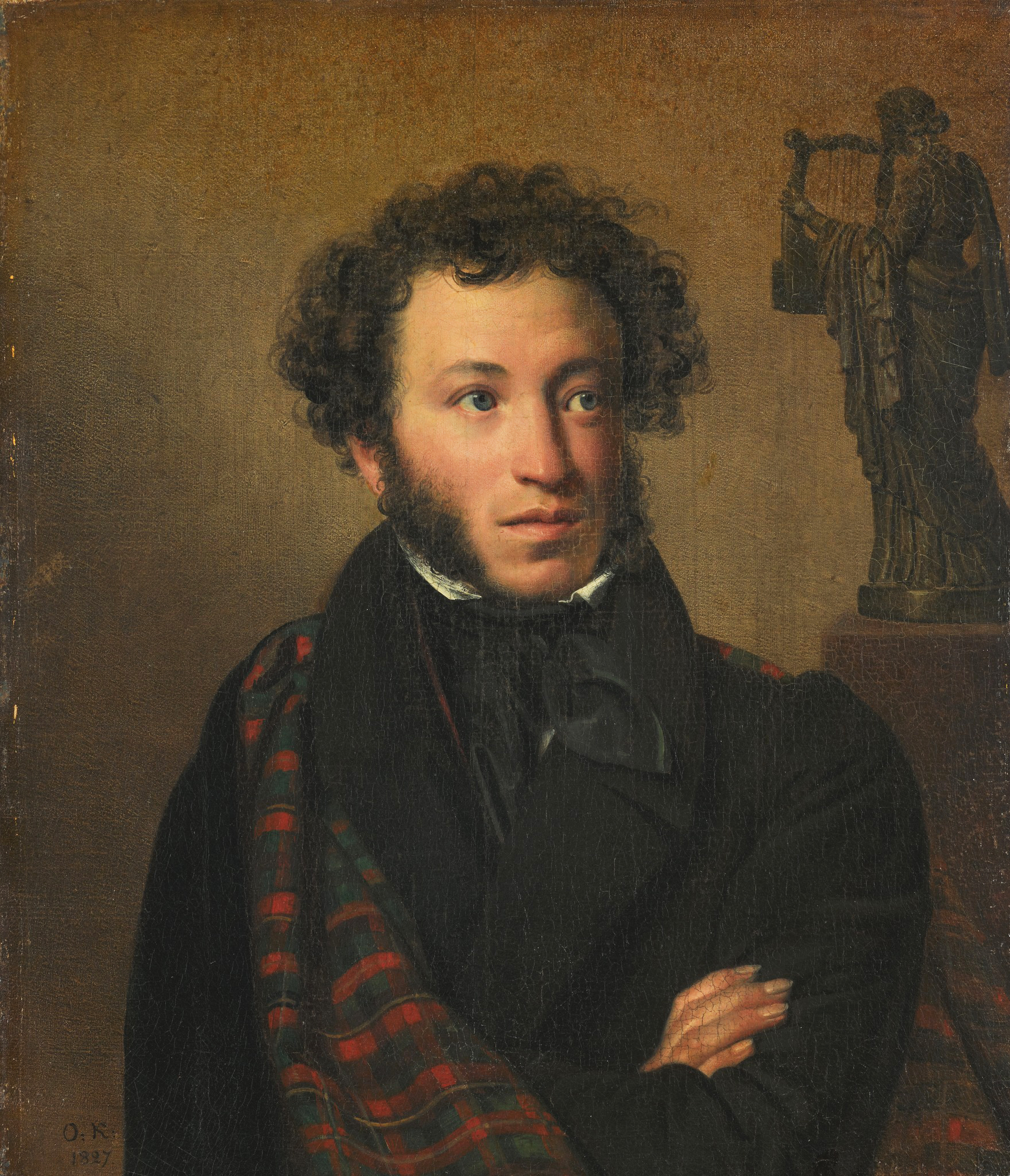
Alexander Puschkin († 1837)

- 1837: Alexander Sergejewitsch Puschkin, russischer Autor und Dichter, gilt als russischer Nationaldichter und Begründer der modernen russischen Literatur
- 1838: Albert Friedrich Bach, deutscher Kommunalpolitiker
- 1841: Josef Alois Gleich, österreichischer Beamter und Theaterdichter
- 1844: Dincă Brătianu, walachischer Bojar und Politiker
- 1845: William Griffith, britischer Botaniker
- 1846: Robert Henry Dick, britischer Generalmajor
- 1852: Rainiharo, Premierminister des Königreichs Madagaskar
- 1854: José Joaquín de Herrera, mexikanischer Präsident und Offizier
- 1855: Ernst Ludwig von Aster, preußischer General
- 1859: Anna Maria von Sachsen, Erbgroßherzogin der Toskana
- 1864: Antoinette de Mérode, Fürstin von Monaco
- 1865: Emil Lenz, deutsch-baltischer Physiker
- 1866: Karl August Neumann, deutscher Chemiker
- 1868: David Brewster, britischer Physiker, Wiederentdecker des Kaleidoskops
- 1873: Wilhelm Beckershoff, deutscher Kommunalpolitiker, Bauunternehmer und Steinbruchbesitzer
- 1873: Joseph Sheridan Le Fanu, irischer Schriftsteller
- 1876: Eduard von Peucker, preußischer General der Infanterie
- 1876: Karl Mathias Rott, österreichischer Komiker
- 1876: August Söderman, schwedischer Komponist der Romantik
- 1878: Claude Bernard, französischer Physiologe
- 1879: Honoré Daumier, französischer Maler und Bildhauer, Graphiker und Karikaturist
- 1879: Paul Gervais, französischer Zoologe und Paläontologe
- 1880: Adolphe Crémieux, französischer Rechtsanwalt, Politiker und Journalist
- 1887: Ellen „Henry“ Wood, britische Romanschriftstellerin
- 1888: Heinrich Leberecht Fleischer, deutscher Arabist
- 1889: Théodore Piguet, Schweizer Jurist und Politiker

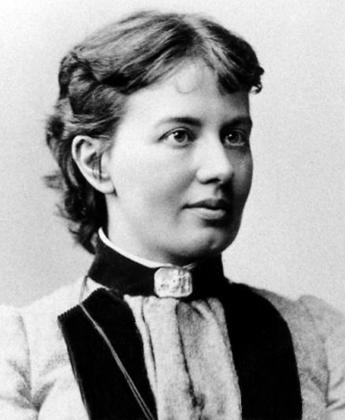
Sofja Kowalewskaja († 1891)

- 1891: Sofja Wassiljewna Kowalewskaja, russische Mathematikerin
- 1897: Oscar Freiherr von Dumreicher, österreichischer Chemiker
- 1899: Archibald Lampman, kanadischer Lyriker

### 20. Jahrhundert

#### 1901–1950
- 1901: Gottlieb Biermann, österreichischer Historiker und Pädagoge
- 1901: Max von Pettenkofer, deutscher Chemiker und Hygieniker
- 1903: Gustav von Görtz, schlesischer Generalmajor und Kämmerer
- 1904: Gottfried Hendrik Mann, niederländischer Komponist, Dirigent und Pianist
- 1906: Anton Hermann Albrecht, deutscher evangelischer Theologe und Dichter
- 1907: Ernst Leybold, deutscher Unternehmer
- 1907: William Howard Russell, irischer Journalist
- 1912: Joseph Lister, britischer Mediziner
- 1915: Alois Handl, österreichischer Physiker
- 1916: Naftali Amsterdam, russischer Rabbiner
- 1917: Émile Pessard, französischer Komponist
- 1917: John William Waterhouse, britischer Maler
- 1918: Abdülhamid II., Sultan des Osmanischen Reiches
- 1918: Ernesto Teodoro Moneta, italienischer Publizist und Politiker, Präsident der Lombardischen Friedensliga, Friedensnobelpreisträger
- 1920: Erwin Gross, deutsch-baltischer Geistlicher und evangelischer Bekenner
- 1922: Christo Matow, bulgarisch-makedonischer Revolutionär

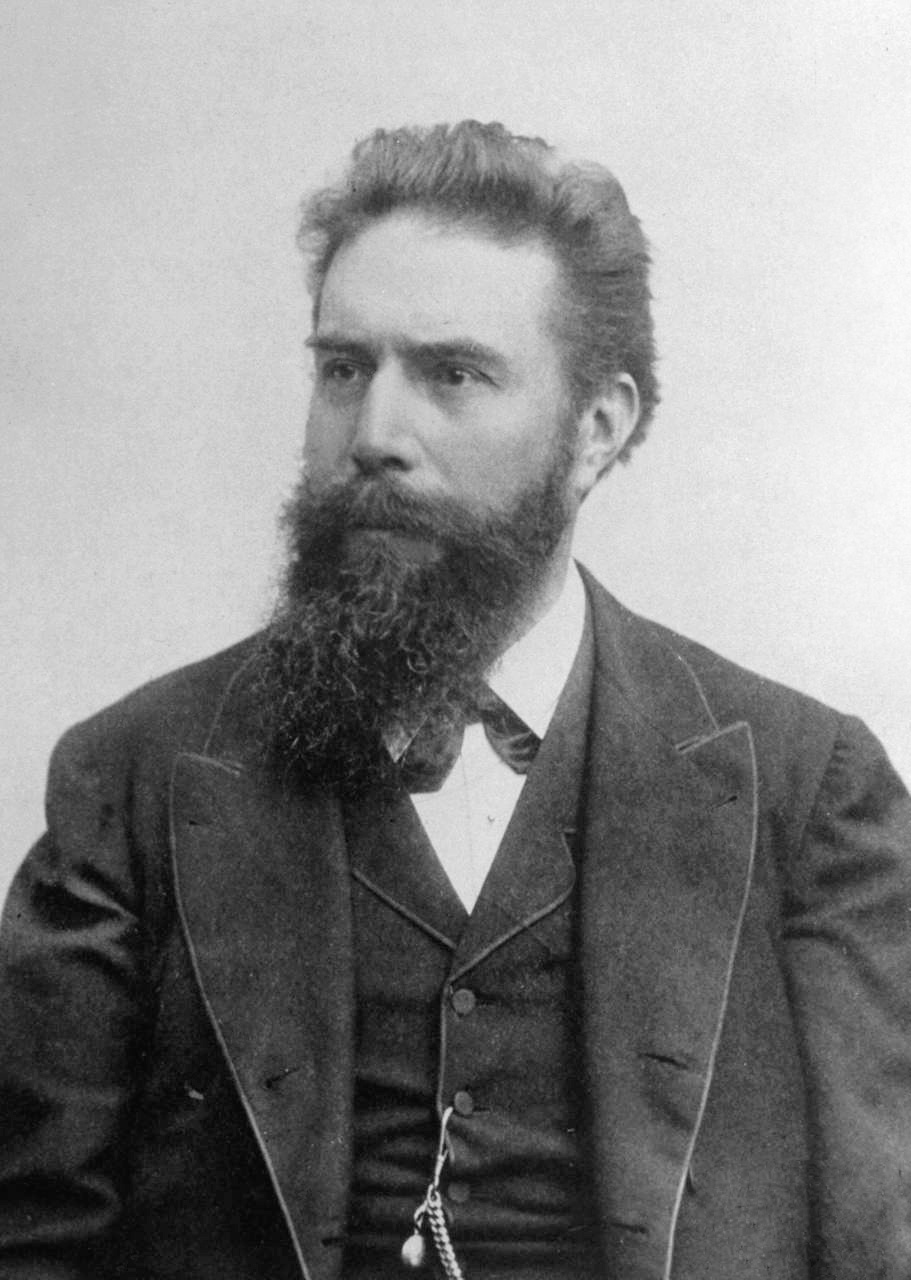
Wilhelm Conrad Röntgen († 1923)

- 1923: Wilhelm Conrad Röntgen, deutscher Physiker, Nobelpreisträger
- 1924: Marie Gernet, deutsche Mathematikerin
- 1927: Emma Pieczynska-Reichenbach, Schweizer Abolitionistin und Frauenrechtlerin
- 1932: Edgar Wallace, britischer Schriftsteller (Kriminalromane), Drehbuchautor, Regisseur, Journalist und Dramatiker
- 1933: Carl Heinrich Becker, deutscher Orientalist, Hochschulreformer und Politiker, preußischer Kultusminister
- 1934: Ossip Schubin, tschechisch-deutsche Schriftstellerin
- 1934: Fedor von Zobeltitz, deutscher Journalist und Schriftsteller
- 1936: Mary French Sheldon, US-amerikanische Forschungsreisende und Autorin
- 1937: Ali-Akbar Davar, iranischer Jurist und Politiker
- 1938: Alexander Jakowlewitsch Arossew, russisch-sowjetischer Schriftsteller, Politiker und Diplomat
- 1938: Maxim Harezki, belarussischer Schriftsteller
- 1938: Aleksander Majkowski, kaschubischer und polnischer Autor
- 1939: Pius XI., Papst
- 1940: Max Brunnow, deutscher Kommunist und Widerstandskämpfer gegen den Nationalsozialismus
- 1940: Robert Leinert, deutscher Politiker, MdL, Landtagspräsident, Oberbürgermeister Hannovers
- 1941: Richard Winckel, deutscher Maler und Graphiker
- 1942: Lawrence Joseph Henderson, US-amerikanischer Chemiker und Biologe

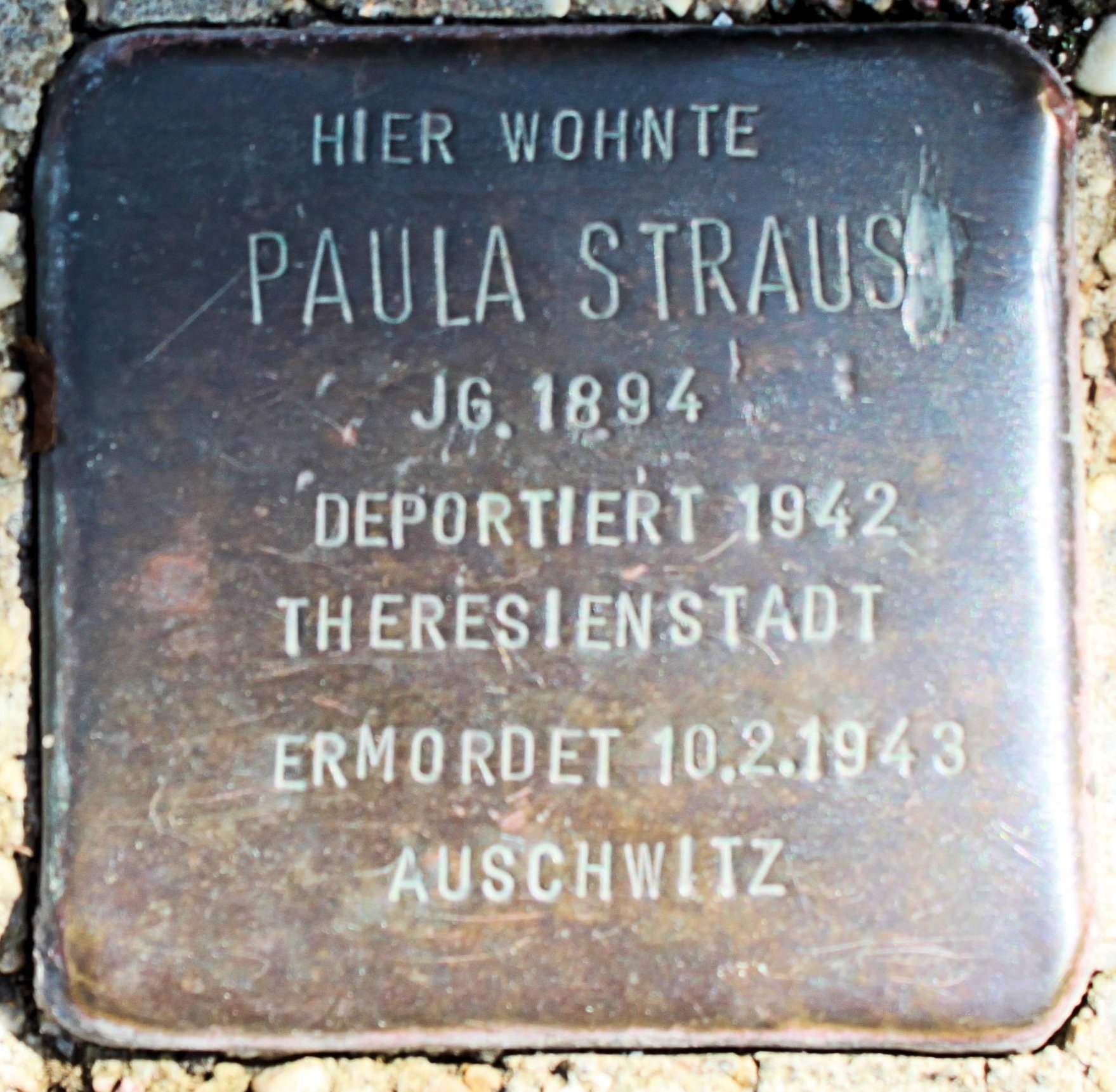
Stolperstein für Paula Straus († 1943)

- 1943: Paula Straus, deutsche Gold- und Silberschmiedin, NS-Opfer
- 1944: Eugène Michel Antoniadi, griechischer Astronom
- 1944: Alfred Bachelet, französischer Komponist, Dirigent und Musikpädagoge
- 1944: Alice Haubrich-Gottschalk, deutsche Kinderärztin und Gynäkologin
- 1945: Richard Karutz, deutscher Arzt und Ethnologe
- 1945: Mackay Hugh Baillie Scott, britischer Architekt und Innenarchitekt
- 1945: Hans Schönrath, deutscher Boxer
- 1948: Stephen Morehouse Avery, US-amerikanischer Drehbuchautor
- 1948: Frank Brownlee, US-amerikanischer Schauspieler
- 1949: Abe Isoo, japanischer Parlamentarier, Intellektueller und Pazifist
- 1950: Marcel Mauss, französischer Sozialanthropologe
- 1950: Armen Tigranjan, armenischer Komponist

#### 1951–2000
- 1951: Joseph Bovet, Schweizer Komponist und Priester
- 1952: Macedonio Fernández, argentinischer Schriftsteller
- 1953: Maria Labia, italienische Opernsängerin
- 1954: Robert Görlinger, deutscher Politiker, MdL, MdB
- 1956: Otto Müller, deutsch-österreichischer Verleger
- 1957ː Martha Schrag, deutsche Malerin und Grafikerin
- 1957: Laura Ingalls Wilder, US-amerikanische Schriftstellerin
- 1958: Aleksander Klumberg, estnischer Leichtathlet
- 1958: Wilhelm Pschorr, deutscher Tierarzt und Ministerialbeamter

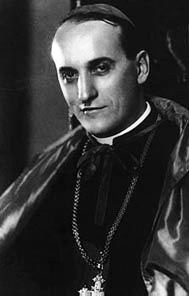
Alojzije Stepinac († 1960)

- 1960: Alojzije Stepinac, jugoslawisch-kroatischer römisch-katholischer Erzbischof von Zagreb und Kardinal
- 1961: Jakub Deml, tschechischer Priester, Dichter und Schriftsteller
- 1962: Nicolaus Bachmann, deutscher Maler und Bildhauer
- 1962: Norman Birkett, britischer Politiker, Jurist, stellvertretender Richter bei den Nürnberger Prozessen
- 1962: Eduard von Steiger, Schweizer Politiker
- 1964: Eugen Sänger, österreichischer Luft- und Raumfahrtingenieur
- 1965: Bruno Leuschner, deutscher Politiker, Mitglied des Politbüros des ZK der SED und Vorsitzender der Staatlichen Plankommission der DDR
- 1966: John Frederick Charles Fuller, britischer Generalmajor und Militärhistoriker
- 1966: Osie Johnson, US-amerikanischer Jazzschlagzeuger
- 1966: Billy Rose, US-amerikanischer Liedtexter, Showgeschäft-Impresario und Manager
- 1968: Johann Baptist Gudenus, österreichischer Leichtathlet und Bobfahrer
- 1970: Abe Attell, US-amerikanischer Boxer
- 1970ː Emma Luzia Bähler, Schweizer Volkswirtin und Frauenrechtlerin
- 1973: Pierre Bussienne, französischer Autorennfahrer
- 1975: Nikos Kavvadias, griechischer Schriftsteller
- 1977: Sergei Wladimirowitsch Iljuschin, russischer Ingenieur und Flugzeugbauer
- 1979: Edvard Kardelj, jugoslawischer Politiker
- 1979: Henry B. Ollendorff, US-amerikanischer Jurist und Sozialarbeiter
- 1982: Georg Arnold-Graboné, deutscher Maler
- 1982: Margrit Rainer, Schweizer Schauspielerin
- 1983: Hermann Schmidt, deutscher Politiker, MdL, MdB
- 1985: Werner Hinz, deutscher Schauspieler
- 1986: Brian Aherne, britischer Schauspieler
- 1987: Anton Donhauser, deutscher Politiker, MdB
- 1987: Andy Linden, US-amerikanischer Formel-1-Rennfahrer
- 1987: Robert O’Brien, US-amerikanischer Autorennfahrer

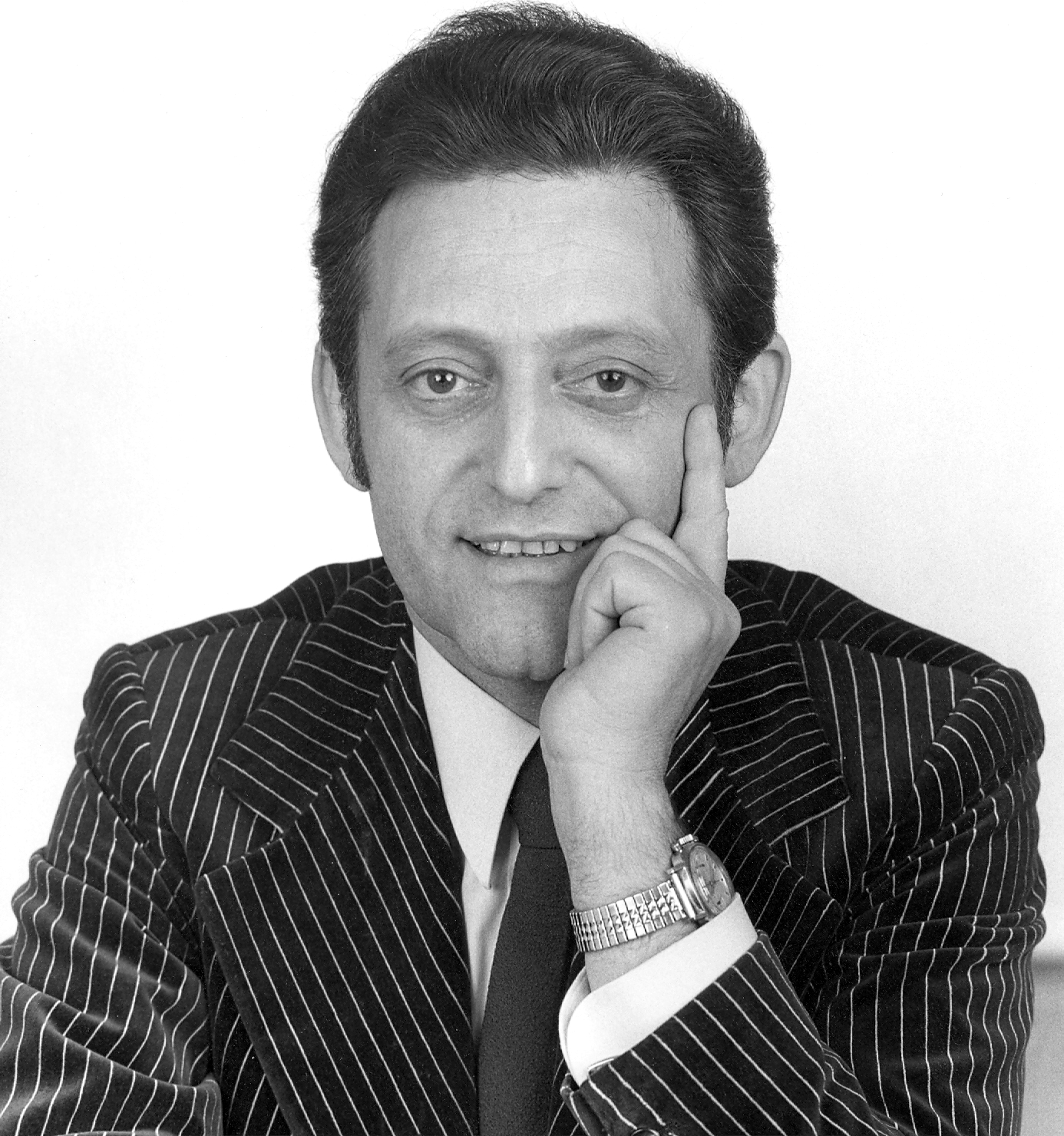
Hans Rosenthal († 1987)

- 1987: Hans Rosenthal, deutscher Entertainer, Moderator und Regisseur
- 1987: William Rose, US-amerikanischer Drehbuchautor
- 1988: Hans Ruchti, deutscher Wirtschaftswissenschaftler
- 1988: Lothar Malskat, deutscher Maler und Kunstfälscher
- 1990: Josef Hindels, österreichischer Gewerkschafter, Widerstandskämpfer gegen den Nationalsozialismus
- 1991: William Joseph Foley, australischer römisch-katholischer Erzbischof
- 1992: Alex Haley, US-amerikanischer Schriftsteller (Roots)
- 1995: Heinrich Drerup, deutscher Archäologe
- 1995: Helmut Schreiber, deutscher Schauspieler, Autor, Regisseur und Synchron- und Hörspielsprecher
- 1998: Pablo Armitano, venezolanischer Trompeter, Militärkapellmeister und Musikpädagoge
- 1998: Erich Mückenberger, deutscher Parteifunktionär in der DDR
- 1999: Josef Holaubek, Polizeipräsident in Wien
- 1999: Louise Piëch, österreichische Unternehmerin
- 2000: Ronald Roseman, US-amerikanischer Oboist, Musikpädagoge und Komponist
- 2000: Androniqi Zengo Antoniu, albanische Malerin

### 21. Jahrhundert
- 2001: Abraham D. Beame, US-amerikanischer Politiker, Bürgermeister von New York City
- 2002: Jack Henry Abbott, US-amerikanischer Kapitalverbrecher und Schriftsteller
- 2002: Dominique Barthélemy, französischer Dominikaner und Bibelwissenschaftler
- 2002: Dave Van Ronk, US-amerikanischer Blues-Musiker
- 2002: Vernon A. Walters, US-amerikanischer Offizier, Nachrichtendienstler und Diplomat
- 2003: Alfred Aston, französischer Fußballspieler
- 2003: Curt Hennig, US-amerikanischer Wrestler (Mr. Perfect)

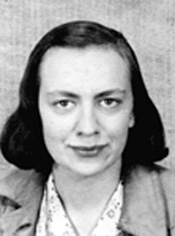
Hannelore Willbrandt († 2003)

- 2003: Hannelore Willbrandt, deutsche Widerstandskämpferin gegen den Nationalsozialismus (Weiße Rose Hamburg)
- 2003: Ron Ziegler, US-amerikanischer Pressesprecher im Weißen Haus
- 2005: Humbert Balsan, französischer Filmproduzent
- 2005: Jean Cayrol, französischer Autor und Verleger
- 2005: Ben Jones, grenadischer Politiker
- 2005: Arthur Miller, US-amerikanischer Schriftsteller
- 2006: Dionis Bubani, albanischer Schriftsteller
- 2006: Norman Shumway, US-amerikanischer Kardiologe und Chirurg
- 2006: J Dilla, US-amerikanischer Hip-Hop-Musiker und Produzent
- 2007: Bruno Ruffo, italienischer Motorradrennfahrer
- 2008: Wolfgang Lettl, deutscher surrealistischer Maler
- 2008: Peter Marginter, österreichischer Autor und Übersetzer
- 2008: Inga Nielsen, dänische Opernsängerin (Sopran)
- 2008: Roy Scheider, US-amerikanischer Filmschauspieler
- 2009: Ida Weiss, österreichische Autorin und Rundfunkmoderatorin

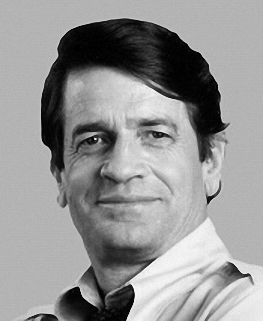
Charles Wilson († 2010)

- 2010: Charlie Wilson, US-amerikanischer Politiker
- 2010: Bo Holmberg, schwedischer Politiker
- 2010: Michael Palme, deutscher Sportjournalist
- 2011: Claus Helmut Drese, deutscher Opern- und Theaterintendant, Regisseur und Autor
- 2013ː Hilde Weström, deutsche Architektin
- 2014: Stuart Hall, britischer Kulturtheoretiker
- 2014: Claus Arndt, deutscher Jurist und Politiker
- 2014: Reinhard Kühnl, deutscher Politikwissenschaftler
- 2014: Anna Maria Praschl, österreichische Politikerin
- 2014: Shirley Temple, US-amerikanische Schauspielerin, Sängerin, Tänzerin und Botschafterin
- 2015: Rolf Arland, deutscher Komponist
- 2015: Karl Josef Becker, deutscher Kardinal
- 2015: Manfred Wagner, deutscher Fußballspieler
- 2016: Hildesuse Gaertner, deutsche Skirennläuferin und Politikerin
- 2016: Andrew L. Lewis, US-amerikanischer Wirtschaftsmanager und Politiker
- 2016: Eliseo Prado, argentinischer Fußballspieler
- 2016: Günter Schröter, deutscher Fußballspieler
- 2017: Högna Sigurðardóttir, isländische Architektin
- 2017: Jan Kubr, tschechischer Radfahrer
- 2017: Mike Ilitch, US-amerikanischer Unternehmer
- 2017: Edward Bryant, US-amerikanischer Autor
- 2017ː Högna Sigurðardóttir, isländische Architektin
- 2018: Otto Gert Folberth, deutscher Physiker
- 2018: Alan Battersby, britischer Chemiker
- 2019: Carmen Argenziano, US-amerikanischer Schauspieler
- 2019: Heinz Fütterer, deutscher Leichtathlet
- 2021: Larry Flynt, US-amerikanischer Verleger
- 2021: Jon Mark, britischer Musiker
- 2021: Heinz Schuster-Šewc, sorbischer Slawist und Hochschulprofessor
- 2022: Pietro Bellotti, italienischer Ringer
- 2022: Godfrey Kelly, bahamaischer Regattasegler und Politiker
- 2022: Polé, brasilianischer Wasserballspieler
- 2023: Ina Kramer, deutsche Grafikerin und Autorin von Fantasy-Romanen
- 2023: Hans Modrow, deutscher Politiker, Abgeordneter der Volkskammer, letzter Vorsitzender des Ministerrates der DDR, MdB, MdEP
- 2024: Gunild Lattmann-Kretschmer, deutsche Intendantin und Politikerin, MdL
- 2024: Edward Lowassa, tansanischer Politiker, Minister, Premierminister
- 2024: Fritz Puppel, deutscher Musiker, Gitarrist, Komponist und Gründungsmitglied der Rockgruppe City
- 2025ː Jemima Kabeya, französische Handballspielerin
- 2025ː Maria Tipo, italienische Pianistin

## Feier- und Gedenktage
- Kirchliche Gedenktage
  - Hl. Scholastika von Nursia, italienische Jungfrau und Nonne (anglikanisch, katholisch, orthodox)
  - Friedrich Christoph Oetinger, deutscher Pfarrer, Prälat in Murrhardt (evangelisch)
  - Alojzije Stepinac, kroatischer Kardinal und Erzbischof, seliger Märtyrer (katholisch)
- Namenstage
  - Scholastika, Wilhelm

Weitere Einträge enthält die Liste von Gedenk- und Aktionstagen.